# Munții Stânișoarei

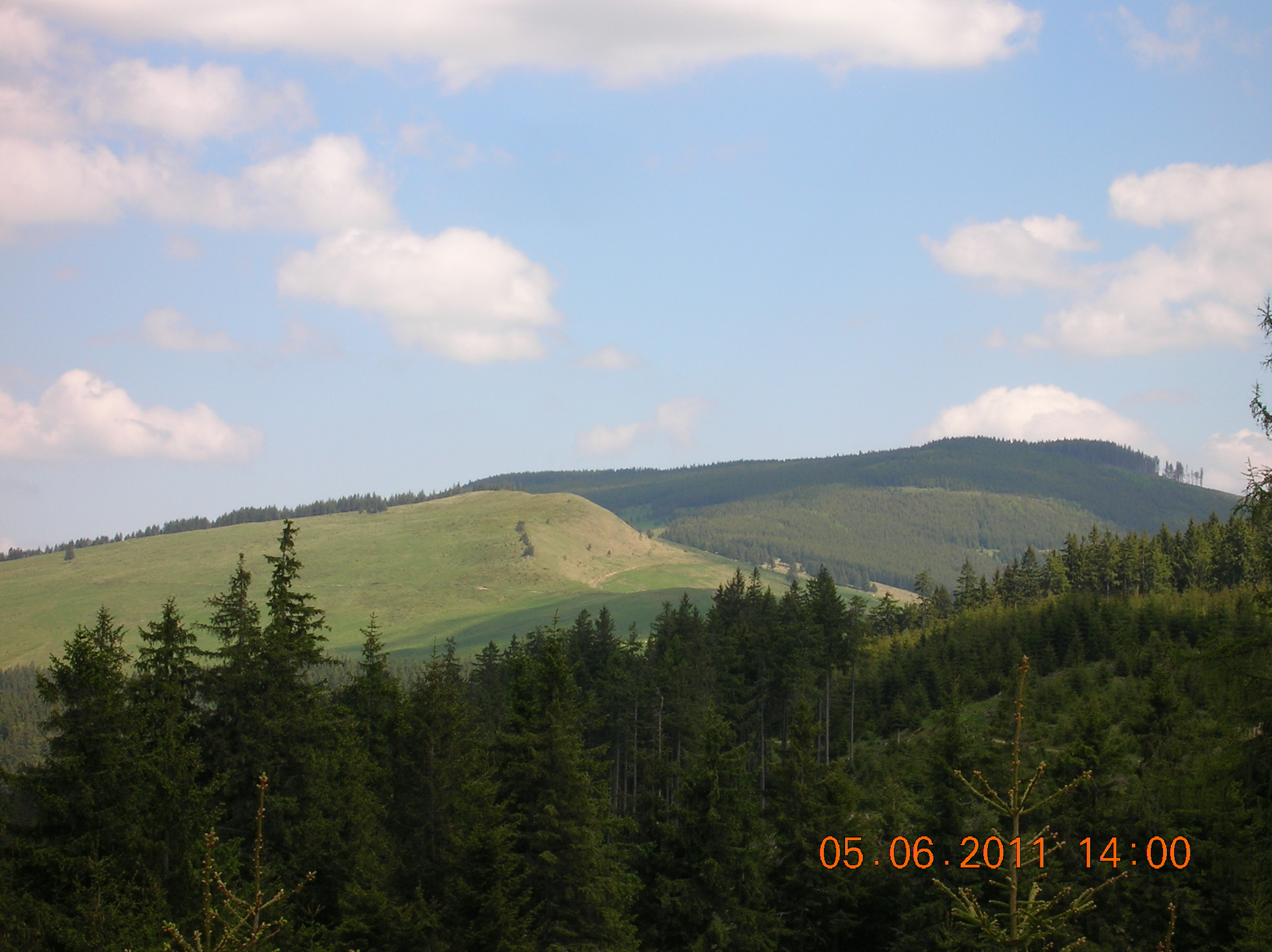
Vîrful Bivolul, cel mai înalt din Munții Stânișoarei (1530 m) văzut de la aproximativ 1,5 km de Pasul Stânișoara

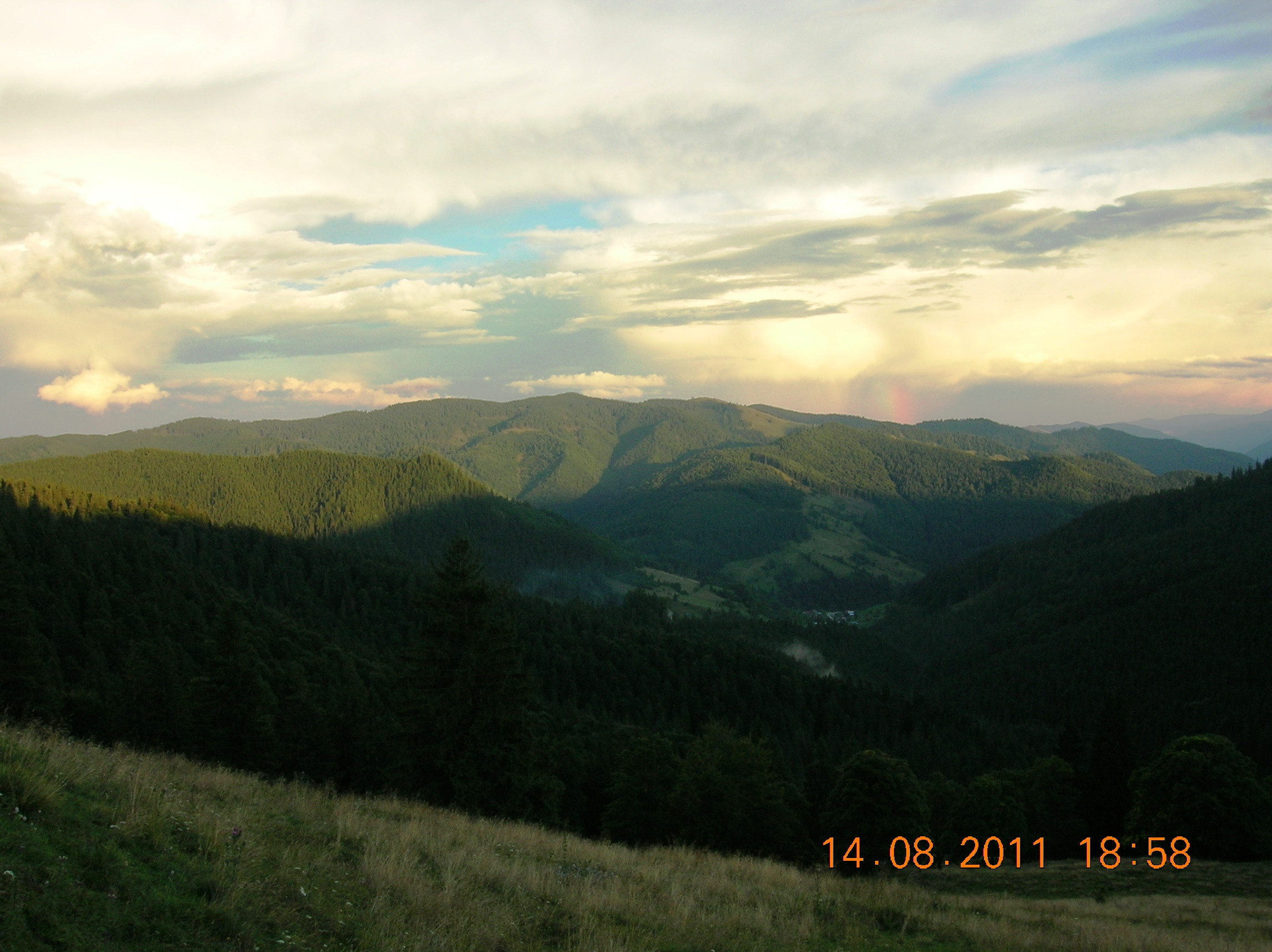
Culmea Munților Stânișoarei văzută de sub Pasul Tarnița - dincolo de crestele din fundal este Pasul Stînișoara.

Munții Stânișoarei sunt o grupă muntoasă a Carpaților Moldo-Transilvani, aparținând de lanțul muntos al Carpaților Orientali. Cel mai înalt pisc este Vârful Bivolul, având 1.530 m.

## Repere onomatologice, culturale, istorice, literare
Munții Stânișoarei sunt recunoscuți pentru intensa viață monahală și numărului destul de mare mare de pustnici ce au trăit solitari de secole prin păduri, pentru descrierea pe care le-o oferă Calistrat Hogaș în drumul său pe la mănăstirile nemțene - în opera sa „Pe drumuri de Munte” și datorită locului în care Mihail Sadoveanu a plasat drama Vitoriei Lipan din romanul Baltagul.
Existența pe partea superioară a culmilor a pajiștilor montane, a favorizat dezvoltarea păstoritului, ocupație din care derivă însăși chiar denumirea acestor munți.

## Delimitare și împărțire

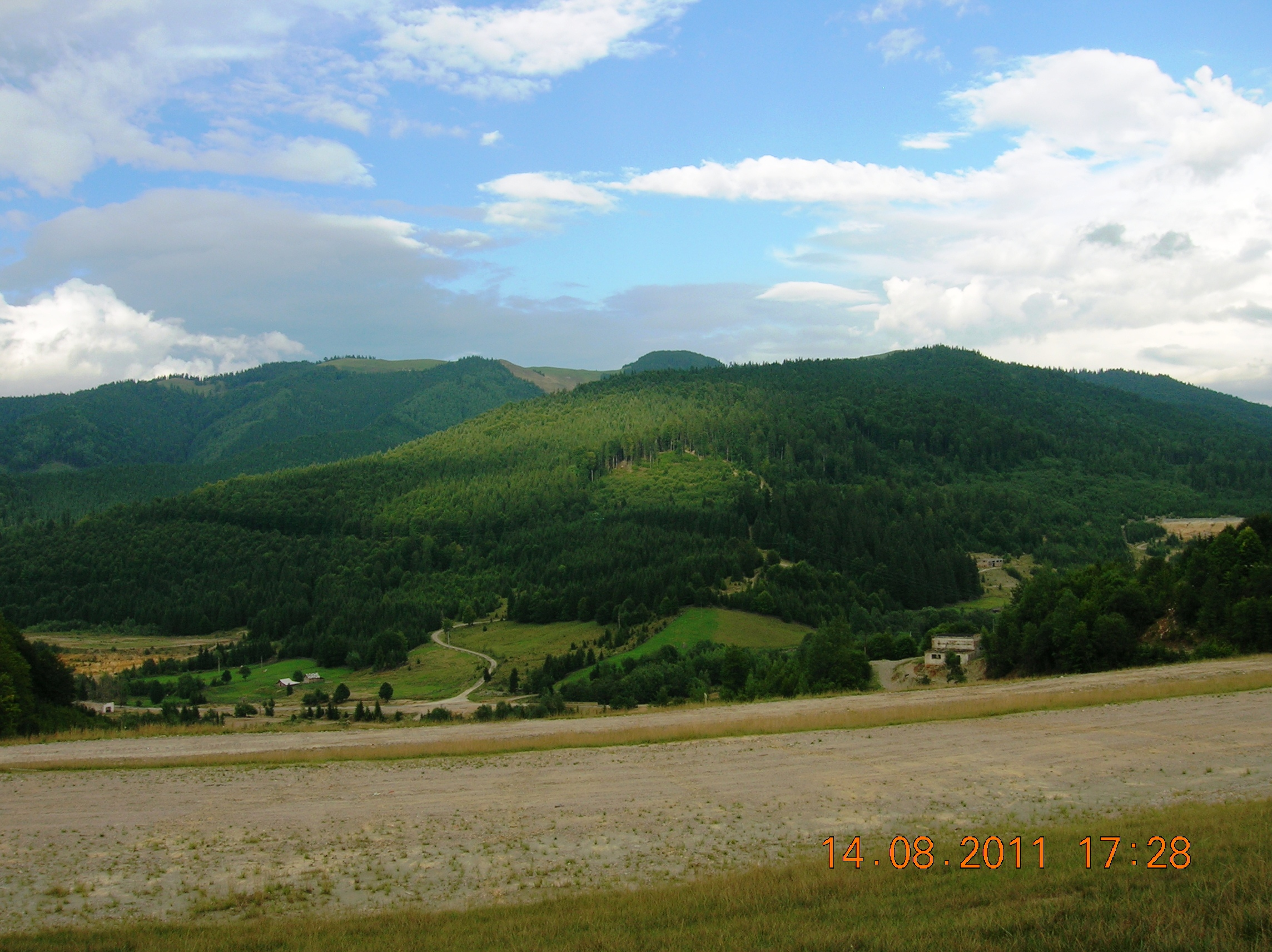
Nordul Munților Stânișoara văzut de pe coronamentul Iazului Tărnicioara (Depresiunea Ostra)

Munții Stânișoarei se află în nord-estul României, la exteriorul arcului Carpaților Orientali, având o direcție generală nord-vest - sud-est cale de aproximativ 60 de km și ocupă o suprafață de peste 2.100 km², ceea ce reprezintă circa 4% din întreaga arie a lanțului muntos oriental. Administrativ sunt așezați pe teritoriul a două județe: Neamț și Suceava.
Principalele limite geografice sunt date de văile unor râuri. Astfel limita nord-vestică este dată de culoarul Valea Puzdrea - Depresiunea Ostra cu valea pârâului Brăteasa - valea Suha.
După alte opinii, aliniamentul nord-vestic începe de la Chiril pe valea pârâului omonim, pentru a se continua prin Curmătura Prislop spre văile Hogea și Gemenea până la Stulpicani și mai departe pe valea Suha.
Spre nord-est, se învecinează - parțial cu Râul Moldova, la est cu Depresiunea Neamțului - situată pe terasa Râului Ozana, la nivelul grupei sudice cu Depresiunea Cracău-Bistrița și  la vest și sud  cu Rîul Bistrița.
Principalele vecinătăți sunt: în partea de nord Obcinele Bucovinei (limita sudică a acestora - respectiv Obcina Voronețului) și Masivul Rarău, la est Subcarpații Moldovei, în sud, dincolo de valea Bistriței - Munții Tarcăului și la vest Munții Bistriței și Masivul Ceahlău.
Diviziuni:
- Munții Suhei, cuprinși între limita nordică aflată pe axa văilor Puzdrea - Pasul Tarnița - Brăteasa și ce sudică aflată pe cea a văilor Sabasa - Pasul Stânișoara - Suha Mare
- Munții Sabasei, cuprinși între trecătorile Stânișoara și Petru Vodă - reprezintă grupa centrală și au cele mai mari înalțimi
- Munții Neamțului, cuprinși între axa văilor Largu - Pasul Petru Vodă - Ozana și Valea Bistriței

## Elemente de Geologie, Geomorfologie, Hidrografie, Climă, Superlative ale florei și faunei

### Geologie
Munții Stânișoarei fac parte din marea unitate a flișului din cadrul Carpaților Orientali. Cele mai extinse dintre unitățile flișului sunt unitățile de Ceahlău (gresii, grezocalcare, marnocalcare, șisturi argiloase ș.a. – litofaciesul de Sinaia, gresii micacee  ș.a. – litofaciesul de Bistra, gresii și conglomerate – litofaciesul de Ceahlău-Zăganul) și Tarcău.
Elementele morfostructurale identificate în relieful actual datează cel puțin din sarmațian. Aceasta fază s-a concretizat prin continuarea nivelului interfluviului Moldova-Bistrița (556–750 m) și a nivelului interfluviilor dintre principalii afluenți (aproximativ 300–400 m). Pliocenul a fost o etapă în care principala caracteristică a constituit-o formarea glacisurilor de vale, iar în cuaternar a fost desavârșită configurația actuala a reliefului, înregistrându-se o adâncire a văilor de 100–140 m și formarea de terase, versanții fiind supuși modelării periglaciare. În general, a existat o concomitență între principalele faze de acumulare a aluvionarului în care au fost sculptate terasele și maximul de dezvoltare a proceselor de mișcare în masă pe versanți.
Altitudinile cele mai mari corespund, de regulă, rocilor celor mai rezistente din culmea principală, în special conglomeratelor de Ceahlău (vârful Bivolul, cu altitudinea maximă – 1.530 m, se află în centrul unui mare sinclinal înălțat, în alcătuirea căruia se află o masă importantă de conglomerate cretacice de Ceahlău). Pe rocile mai puțin rezistente s-au format depresiuni de facies petrografic, ca depresiunea Găinești, pe Suha Mică (pe șisturi argiloase și marne bituminoase oligocene), depresiunile Pipirig, cea de pe Ozana și de pe Hangu, pe Bistrița (pe marnocalcarele cretacic-superioare de Hangu), aceasta din urmă acoperită acum de apele lacului de acumulare Izvorul Muntelui. În aceleași roci au fost modelate și înșeuări destul de joase, care au permis amenajarea traversărilor, ca Petru-Vodă (la 900 m). De regulă între sectoarele mai largi râurile trec prin scurte defilee, pe care le-au săpat în roci mai dure, așa cum sunt cele două defilee ale Bistriței de la Izvorul Muntelui și de la Straja, în gresia eocenă de Tarcău, primul servind și construcției barajului pentru lacul de acumulare al hidrocentralei „Stejarul”.

### Geomorfologie
Orografic se prezintă ca o culme principală (vestică) mai înaltă, cu o asimetrie generală între flancul vestic (înclinare de 19-20 grade) și flancul estic (14-15 grade). Culmea principală este lungă de aproximativ 70 km, fiind orientată pe axa nord-vest-sud-est, culminând cu numai doua vârfuri peste 1 500 m: vârful Bivolul (sau Halauca) 1 530 m și Bâtca Comorii 1 513 m. Din culmea principală se dirijează divergent culmi secundare mai scunde, unele longitudinale , separate de afluenții Moldovei, în nord (spre exemplu Obcina Voronețului), sau de cei ai Bistriței, în sud, altele transversale, orientate spre est și separate de Suha Mare, Suha Mică, Ozana și Topolița. În sectorul estic sunt culmi prelungi care fac trecerea la Subcarpații Moldovei și zona depresionară a văii Moldovei..
Muntii Stânișoarei au altitudini medii de circa 800 m, cu o altitudine maximă de 1530 m în vârful Bivolu, o energie medie de relief de 300–400 m, cu valori absolute ce depășesc 700 m și o înclinare de 17 grade.  Nodurile orografice mari sunt în număr de două (Muncel-Hălăuca și Crainicu-Prislop), asociind multe arii depresionare și un sistem de văi preponderent transversale sau diagonale cu terase de până la 60–70 m.
Există de asemenea o influență pregnantă a condițiilor geologice pe compartimente mari: pe aria pânzei de Ceahlău, ponderea mare a rocilor dure și poziția tectonică mai ridicată a acesteia, au dat reliefului un caracter de masivitate. Între văile Râșca și Moldova, unde cutele de șariaj sunt intens solzificate, se remarcă aliniamente de înălțimi și culmi monolitice concordante cu structura, având un aspect de hogback, în timp ce văile nu sunt adaptate la structură. Pe văi se pun în evidență nivele de umeri situate intre 120 si 300 m altitudine aproximativă, derivate din fragmentarea glacisurilor de vale pleistocene. În zona Munților Stânișoarei sunt foarte active procesele de modelare a versanților – prăbușiri, eroziune torențială și mai ales alunecări de teren cu deluvii groase de până la 20 m, care se dezvoltă mai ales pe stratele de Hangu și pe șisturile negre de Audia, provocând dificultăți materiale importante în întreținerea și exploatarea  drumurilor (în special a șoselei Bicaz – Largu). Versanții poartă amprenta modelarii periglaciare, în special prin solifluxiuni, iar în prezent alunecarile au o amploare deosebită: în Depresiunea Pipirig, regiunea Ostra-Plutonița, versantul stâng al Lacului Izvorul Muntelui, bazinul superior la pâraielor Cracăul Negru si Cuejdiu.

### Hidrografie
Rețeaua hidrografică aparține râului Siret, care colectează apele râurilor Moldova și Bistrița. Direcția generală a rețelei hidrografice este NNV-SSE.
Cursurile de apă sunt:
- În sens orar cu emisar Râul Suha: Brăteasa, Negrileasa, Runc[7]
- În sens orar cu emisar Râul Moldova: Suha, Voroneț, Isachea, Suha Mică, Suha Mare, Bogata, Râșca, Brusturi, Sărata, Topolița[7][8], Ozana, Agapia[7][9]
- În sens antiorar cu emisar final Râul Bistrița[7][9]: Holdița, Cotârgași, Pietroasa, Săbasa, Fărcașa, Galu, Largu, Stâna, Vârlanu, Letești, Hangu, Buhalnița, Potoci, Capșa, Pângărați, Pângărăcior, Valea Mare, Cuiejdi,
- Cu emisar final Râul Cracău[7][9]:

- afluenți de stânga Cracăul Alb, Burloaia, Zahorna
- afluenți de dreapta Cracăul Negru, Purcăroaia, Burdaleuca, Almaș, Turturești.

### Climă
Clima acestor munți se apropie înspre nord de cea a Obcinelor Bucovinei (cu influențe baltice), iar înspre sud de aceea a Munților Tarcăului (cu influențe continentale), dar se diferențiază de unitățile de la nord de valea Bicazului. Astfel, Muntii Stânișoarei au o climă de munți joși, cu temperaturi medii anuale intre 2 si 7 grade C, cu precipitații anuale sub 1100 mm, și cu peste 80 de zile de menținere a stratului de zăpadă.

### Vegetație și faună
Munții Stânișoarei sunt încă bine împăduriți (aprox. 75% din suprafață), dar pădurea este dominată de formațiunea de amestec conifere-fag. Numai pe culmile de peste 1.200 m din vest și sud-vest există molidișuri pure. În sud, pe versantul culmii Cozla, s-a plantat pin, iar spre baza versantului estic, la contactul cu Subcarpații Neamțului, în amestecuri pătrunde gorunul. Partea superioară a culmilor muntoase este domeniul pajiștilor montane secundare.
Intr-o proporție covârșitoare de 90 % domină solurile cambice de tip eumezobazice și mezobazice cu un conținut redus de humus (3-10 %) și o reacție slab acidă pană la neutră. In răspandirea lor, ca importanță urmează podzolurile.
Emblematic pentru fauna locală este zimbrul (a cărui revenire în libertate s-a produs în martie 2012)

## Căi de comunicație
Munții sunt accesibili în principal rutier, mai puțin feroviar și minim din punct de vedere aerian.

### Infrastructura rutieră

#### Rețeaua rutieră

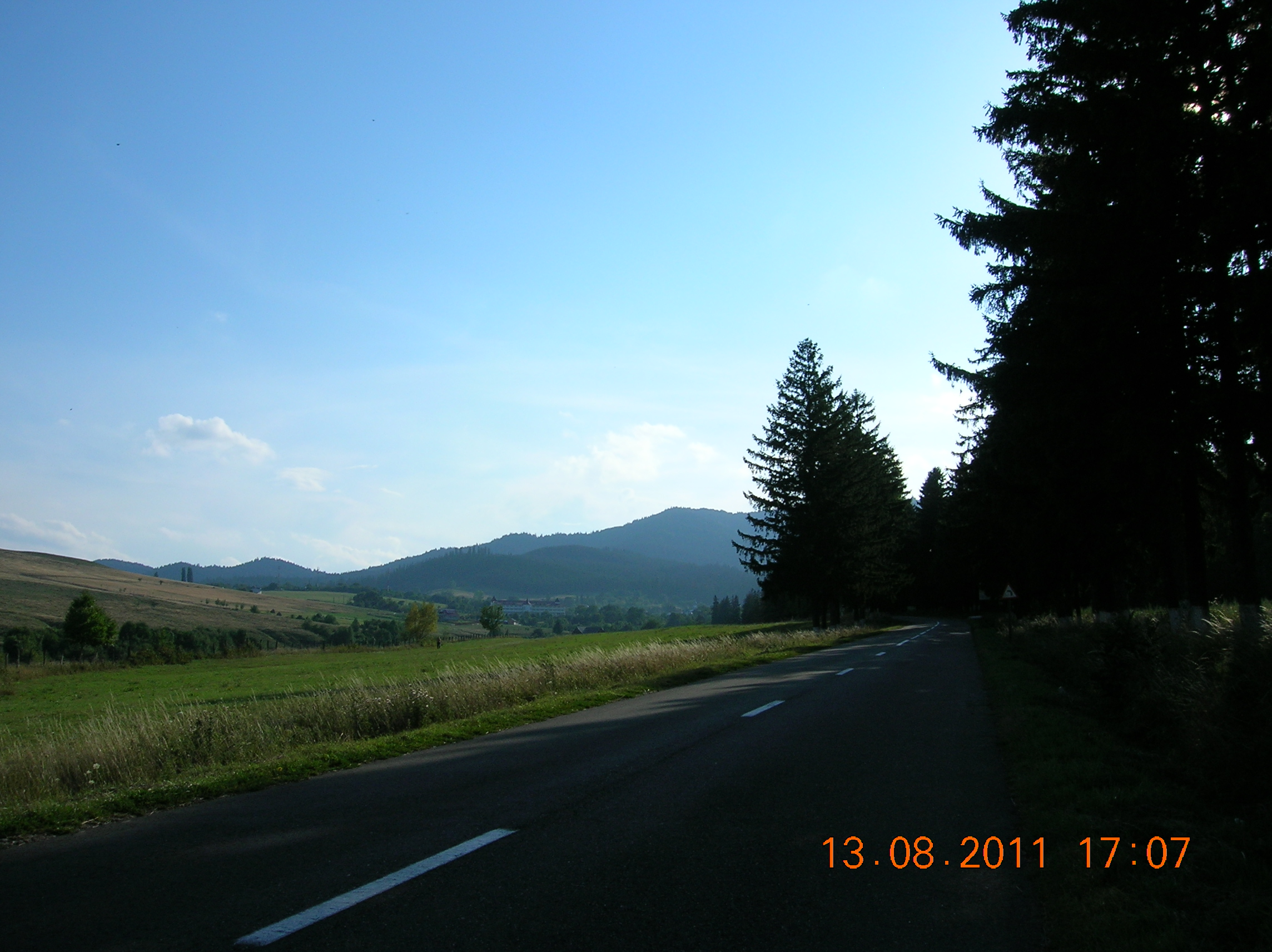
DJ Spre Văratec

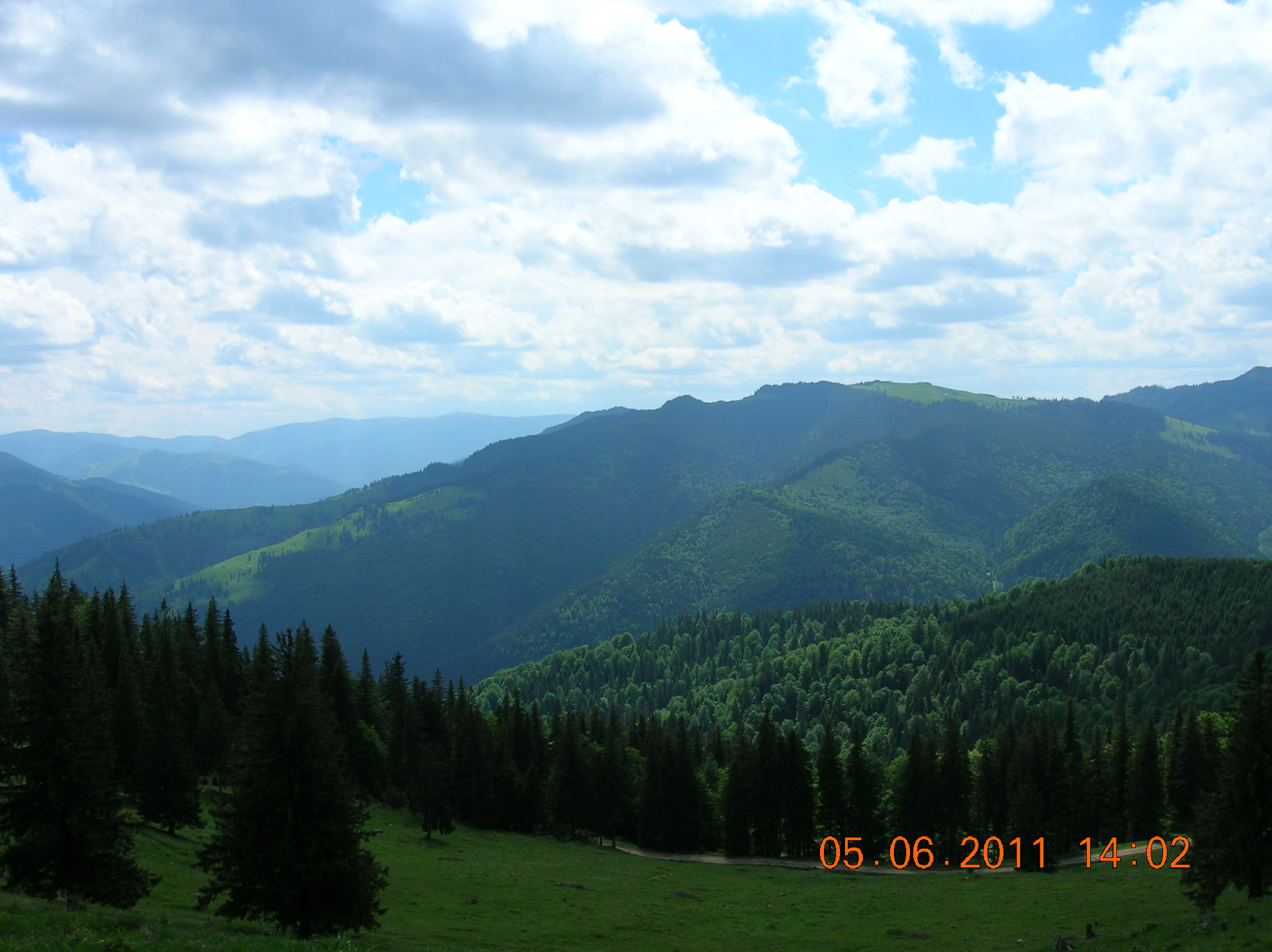
Drumul Talienilor - coborînd spre Valea Sabasei și Borca

Munții sunt deserviți de o rețea de drumuri construite în principal pe structura de suport a DN15 spre sud și a DN17 spre nord și ceva mai puțin pe cea a DN2.
Masivul este circumscris:
- Pe flancul de sud-vest de la sud la nord de DN15 între Piatra Neamț și Poiana Largului, apoi DN17B de la Poiana Largului la Holda.
- În partea de nord-vest de DJ177A , de la Holda la Frasin și apoi de DN17 de la Frasin la Păltinoasa, în nord.
- Pe flancul nord-estic, de la nord spre sud de DN2E de la Păltinoasa până la Spătărești, de DN2 în continuare până la Dumbrăvița și apoi de DN15C până la Piatra Neamț.

Traversarea rutieră a munților se poate face pe următoarele drumuri:
- DJ177A: Acesta pleacă de pe vale Bistriței din Holda (DN 17B), traverseaza culmea principală prin pasul Tarnița (sau Puzdrea, 1161 m) și coboară în valea Brăteasa, ajungând prin comunele Ostra și Stulpicani în valea Moldovei la Frasin, în apropiere de Gura Humorului (DN 17).
- DJ209B: Cunoscut sub numele de "Drumul Talienilor" sau "Drumul Vitoriei Lipan", pornește de pe valea Bistriței din comuna Borca (DN17) pe Valea Sabasei, urcă în trecatoarea Stînisoarei (sau Hălăuca, 1235 m)[12], coboară pe valea Suha Mare, la Mălini și de aici se continuă cu DJ209A până în valea Moldovei, când acesta ajunge la Cornu Luncii (DN2E).
- DN 15B: Pornește de la coada lacului Izvorul Muntelui aflată la Poiana Largului (DN15,DN17B) , traversează creasta prin pasul Petru Voda (900 m) și coboară în valea Ozanei prin Pipirig, la Tîrgu Neamț(DN15C).
- DJ 155K: În mod eronat[13] este trecut pe hărțile rutiere ca drum valabil, drumul prin pasul Doamnei (sau Mitoc, 1 130 m), ce pornește de pe malul lacului Izvorul Muntelui din Hangu și conduce pîna la izvoarele Cracaului Alb, pentru a coborî pe valea Cracăului spre DN 15C la Crăcăoani. În realitate este încadrat la categoria funcțională a drumurilor comunale, la Hangu între km 0-12+460 fiind de fapt DC 146 (până la Schitul Pahomie cel Mare) și la Crăcăoani între km 0-20, încadrat ca DC164 (până la Mitocu Bălan)[14][15]. Prin Pasul Mitoc nu se poate trece în realitate decât cu tractorul forestier.

O serie de drumuri interioare care combină accesul dintre platforme comunale și forestiere, pot realiza accesul auto între:
- văile Râșca și Bogata - drum forestier accesibil auto
- eronat apare ca accesibilă pe unele hărți , legătura dintre drumul Mălini-Slatina și Negrileasa-Stulpicani
- văile Agapiei și Secului - drum forestier accesibil auto
- văile Almașului și Horaiței - drum forestier accesibil auto
- văile Cuiejdiului și valea Cracăului Alb - drum forestier accesibil auto
- văile Pângărăciorului și Cuiejdiului - drum forestier accesibil auto (atenție - barieră permanentă la cantonul forestiere de pa valea Cuiejdiului)
- Bistriței și Cuiejdiului (Valea Viei) - drum forestier accesibil auto

#### Starea drumurilor
Drumurile circumferențiale
- De bună calitate la nivelul DN 15, DN15C, DN2, DN2E, DN17, în sud și pe flancul nord-estic, între Bicaz-Piatra Neamț-Târgu Neamț-Dumbrăvița-Spătărești-Gura Humorului-Frasin
- Cu probleme relativ punctuale pe fondul unei calități relativ mediocre, pe flancul de sud-vest între Bicaz-Poiana Largului-Holda, la nivelul DN15 și DN17B

Drumurile transversale sunt în general cu probleme:
- Fostul drum DJ 155K Crăcăoani - Hangu nu are trecătoarea din Pasul Doamnei deschisă fizic accesului rutier. Este drum de pământ pe porțiunile Hangu-Schitul Pahomie cel Mare (aprox. 7 km) și Crăcăoani-Mitocu Bălan (aprox. 20 km), în rest este drum forestier, accesibil numai tractoarelor forestiere.
- DN15B între Târgu Neamț și Poiana Largului are o platformă în general relativ bine întreținută, mai puțin pe o relativ lungă porțiune de acces și ieșire din Pasul Petru Vodă.
- DJ209B Cornu Luncii-Mălini-Borca este asfaltat spre Borca doar 4 km, iar spre Valea Moldovei doar 25 km - din satul Văleni Stânișoara (Comuna Mălini) până la Cornu Luncii. Platforma drumului de pământ de pe valea Sabasei până în Pasul Stânișoara este absolut execrabilă.
- DJ177A Frasin - Holda este în general de calitate mediocră, având în plus porțiuni dezasfaltate atît la urcare cât și la coborâre din pasul Tarnița.

### Infrastructura feroviară
Rețeaua feroviară este tributară magistralei 500.
De la sud la nord sunt liniile:
- 509 Bacău-Piatra-Neamț-Bicaz
- 517 Pașcani-Târgu Neamț
- 510 Dolhasca-Fălticeni
- 502 Porțiunea Păltinoasa-Gura Humorului-Frasin

### Acces aerian
Aeroporturile cele mai apropiate sunt la Bacău și Suceava.

## Diviziuni administrative; localități
Munții sunt bine populați, cu ghirlande de sate răsfirate pe văi. Administrativ sunt situați pe teritoriul a două județe, Suceava în nord-vest și Neamț în sud-est.
În sens orar sunt circumscriși de următoarele aglomerări urbane: Gura Humorului, Fălticeni, Târgu Neamț, Piatra Neamț, Bicaz. Conform L 83/2004, alte 2 localități: Frasin pe valea Moldovei și Broșteni pe valea Bistriței au căpătat statutul juridic de oraș.
Mai multe comune își împart arealul montan, în sens orar: 
- Din Suceava: Ostra, Stulpicani,Capu Câmpului, Slatina, Mălini, Cornu Luncii, Baia, Râșca
- Din Neamț: Brusturi, Răucești, Vânători Neamț, Pipirig, Agapia, Bălțătești, Crăcăoani, Negrești, Gârcina, Alexandru cel Bun, Pângărați, Tarcău, Hangu, Poiana Teiului,Farcașa, Borca.

## Activități economice
Activitățile economice de bază  în aria montană propriu-zisă sunt cele zootehnic-forestiere. Subordonat, pe terasele inferioare ale râurilor se cultivă cartof, plante furajere și chiar porumb. Resursele minerale sunt modeste, singurele în cantități mari fiind materialele de construcție, care nu fac însă obiectul unor exploatări sistematice de amploare. În gresia oligocenă de Kliwa au fost identificate mici rezerve de petrol, exploatate numai la Pipirig, din 1983.
Activitatea turistică este inegal repartizată, concentrându-se în principal în arealul Parcului Natural Vânători Neamț. În partea de nord, acoperirea cu servicii turistice este centrată în arealul limitrof "Drumului Talienilor" (DJ209B) - pe versanții vestici, activitate în curs de dezvoltare

## Servicii sociale

### Asistență medicală
Accesul spre asistență medicală înspre vest, este grevat de necesitatea de a traversa culmea Carpaților Orientali spre Târgu Mureș (prin pasurile Petru Vodă și Creanga în zona nordică , respectiv prin Pângărați în zona de sud)

#### Spitale cu camere de gardă
În ordinea apropierii și a clasificării pe competențe sunt de categoria a V-a - monospecialitate [Spitalul de Pneumoftiziologie Bisericani (vest)], categoria a IV-a [Gura Humorului (nord), Fălticeni, Târgu Neamț (est), Vatra Dornei (nord-vest)] categoria a III-a [Piatra Neamț (sud), Suceava (nord)] și ategoriile I și II [Iași (est), Târgu Mureș (vest, cu nivel superior)]

#### Stații sau substații de Ambulanță și transport sanitar
Sunt în județul Neamț la Borca, Pipirig, Brusturi, Târgu Neamț, Bicaz, Piatra Neamț , iar în Suceava la Vatra Dornei, Gura Humorului, Fălticeni

### Acoperire prin rețeaua de telecomunicații
Cu excepția rețelelor fixe, în general acoperirea serviciile GSM este de bună calitate la periferie, mai puțin în zonele interioare. Acoperirea cea mai largă o are Cosmote, pe locul II Vodafone și III Orange.
În general partea de nord-vest situată la nord de DN15B are acoperire ceva mai slabă decât partea de sud-est.

### Servicii administrative și de ordine publică, poștale și bancare, de învățământ
Prezența acestor servicii este preponderentă în mediul urban. În cel rural în general doar satele de reședință ale comunelor dețin facilități administative, posturii de poliție, oficii poștale și facilități bancare (cel mai frecvent Bancpost și CEC Bank)
Repartiția unităților de învățământ (deși favorizează centrele administrative), se îndepărtează de modelul de mai sus.

## Obiective turistice

### Naturale

#### Avenul Puzdrea
Mai puțin cunoscut, este situat în zona vârfului Puzdrea aflat pe creasta nord-vestică Munților Stanisoara. Avenul este dezvoltat în calcar, având adancimea de  circa 20 metri. Accesul se face de pe DJ177A Holda-Frasin din apropierea pasului Tarnița, de pe versantul situat spre valea Bistriței.

#### Rezervația geomorfologică Piatra Pinului
Rezervatia geomorfologică Piatra Pinului, reprezintă un punct fosilifer aflat lângă orașul Gura Humorului pe dreapta râului Moldova, ce cuprinde depozite sedimentare care s-au format în Oligocen în urma cu aproximativ 30 milioane de ani. Rocile conțin numeroase resturi fosile de pești.
Rezervatia este parțial împadurită prezentându-se ca un versant acoperit cu blocuri de stancă și grohotiș.
Accesul se face din drumul care duce spre Câmpulung Moldovenesc de la intersecția cu drumul spre Voroneț, mai întâi pe acesta și apoi după traversarea râului Moldova spre stânga pe un drum parțial asfaltat care urmărește îndeaproape albia râului.
La câteva sute de metri în amonte de Piatra Pinului este situată o altă formațiune stâncoasă spectaculoasă, Piatra Șoimului.

#### Pădurea de smarald (rezervația de stejari "Dumbrava")
Rezervația forestieră “Padurea de smarald”, face parte din Parcul Natural Vânători Neamț și este așezată între valea pâraului Ozana și cea a pârâului Nemțișor. Arboretul este interesant prin dimensiunile și aspectul exemplarelor de stejar, prin particularitățile subarboretului, bogăția florei ierboase, infiltrațiile de conifere etc. Vârsta acestor arbori variaza între 150-200 ani.

#### Rezervația "Codrii de Aramă"

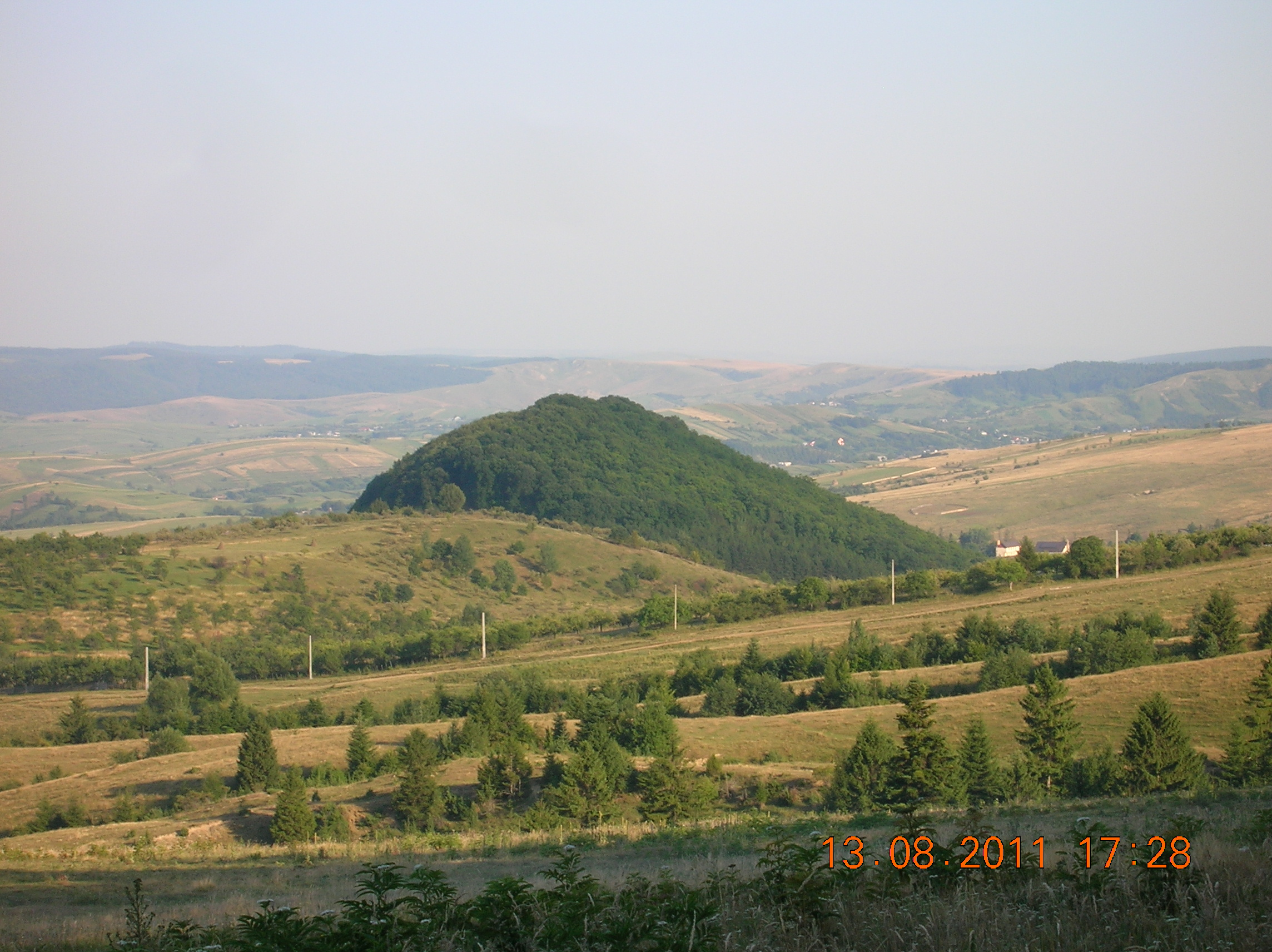
Codrii de aramă

Codrii de Aramă sunt situați în comuna Agapia pe dealul Filioara, fiind alcatuiți în cea mai mare parte din goruni seculari. La poalele dealului se află pârâul Filioara cu pâlcuri de răchitișuri și mici mlaștini. În jur sunt pajiști. La asfințit se poate admira sub lumina razelor de soare “vazduhul tămâiet” descris de Mihai Eminescu în "Calin – file de poveste". Toamna odată cu schimbarea culorii frunzelor peisajele au culori care fac peisajul sa pară de poveste.

#### Rezervația "Pădurea de Argint"
Codrii de Argint sunt situați pe teritoriul comunei Agapia lânga sediul Ocolului Silvic Văratec, reprezentând un arboret de mesteacăn având arborii cei mai bătrâni cu vârsta de peste 100 ani, fiind o rezervație de tip mixt, forestieră și peisagistică.

#### Lacul Crucii (Cuejdel)
Lacul Cuejdel este situat în arealul comunei Gârcina, lângă Piatra Neamț, s-a format în urma unor alunecări de teren succesive pe cursul pârâului Cuiejdel la baza Culmii Munticelu. Este cel mai mare lac de baraj natural din țară. În aval de lac mai există patru lacuri mici. Aici s-a creat un microclimat specific și o vegetație caracteristică mediului lacustru. Se poate accesa cu mașina prin Crăcăoani sau pe jos peste cumpăna apelor, din valea Cuiejdiului prin comuna Gârcina.

#### Rezervația de tisă din Pângărați
Rezervația forestieră Pângărați se află pe versantul stâng al pârâului Pângărați la o altitudine de 700 m, în partea nordică a satului Poiana, reprezentând o zonă cu rol de protecție pentru specii arboricole de tisă (Taxus baccata).

#### Arealul fosilifer Cozla
Locul fosilifer Cozla se află la nivelul terminației sudice a Munților Stânișoarei pe culmea Cozla (679 m) și reprezintă o zonă de interes paleontologic situată în Oligocen pe fundul Mării Paratethys. Aici s-au descoperit depozite fosilifere de pești, caracteristice zonelor cu un climat subtropical ale acestei perioade.

#### Monumentul geomorfologic "Trei Căldări"

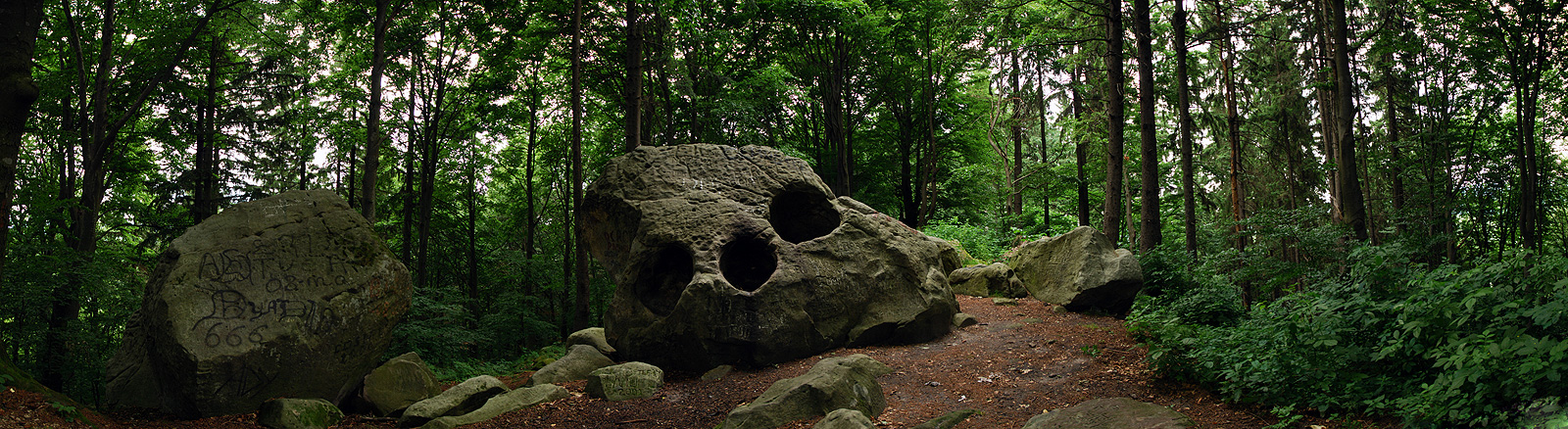
Marmitele de eroziune de pe Cozla

Pe muntele Cozla din Piatra Neamț pe culme, aflate într-o pădure de fag se găsesc stâncile de la "Trei căldări" (sau "Căldările uriașilor"). Sunt trei marmite de eroziune formate într-un monolit de gresie, datorită erodării exercitate de vânt și de câtre apele de șiroire.

### Antropice

#### Drumul Talienilor

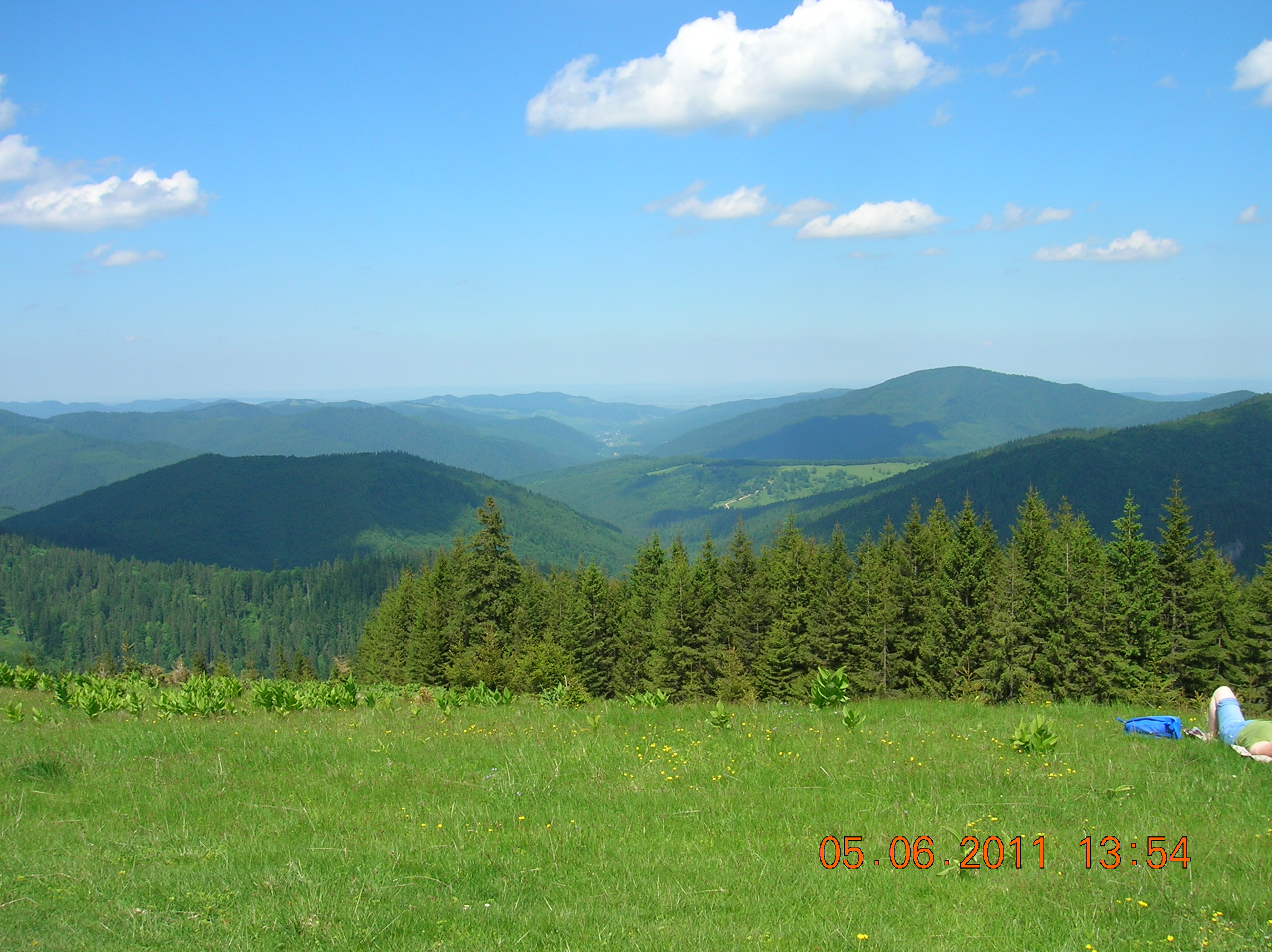
Lângă Pasul Stânișoara, pe culme, privind spre Mălini

Menționat în literatură în “Baltagul” lui Mihail Sadoveanu, se suprapune peste calea pe care a străbătut-o Vitoria Lipan pentru a-și căuta bărbatul. Denumirea lui vine de la italienii aduși de regele Carol I pentru a construi șoseaua.
Drumul, cunoscut sub indicativul DJ209B, leagă comuna Mălini (situată pe DJ209A care duce spre zona orașului Fălticeni), de Borca (situată pe DN17B de pe valea Bistriței), prin Pasul Stânișoara. De la cumpăna apelor (Crucea Talienilor) spre est pînă la DN 2E (Cornu Luncii – spre Fălticeni) sunt aproximativ 41 km (din care aproximativ 7 km ai DJ209A), din care asfaltați sunt majoritatea. Restul, de o calitate relativ rezonabilă, reprezintă porțiunea montană pînă la trecătoare. Spre vest este coborîrea spre Borca de aproximativ 22 km (10 km porțiunea montană și 12 km pe Valea Sabasei),  relativ greu abordabilă cu o mașină mică.
Drumul oferă acces la:
- casa memorială Nicolae Labiș din Mălini
- derivația DJ209A spre Mănăstirea Slatina – ctitorie a lui Alexandru Lăpușneanu
- monumentul care amintește de cele cîteva sute de militari căzuți în această zonă, în care s-au dat cele mai grele lupte din Moldova după 23 august 1944[35]
- pașunea alpină de pe culme, cu perspectivă atât asupra Orașului Fălticeni și (uneori) asupra Municipiului Suceava cât și asupra masivelor Rarău, Giumalău, Ceahlău sau Bistriței
- traseul de creastă (Bandă roșie), cu vîrfurile Bivolul (cel mai înalt din Munții Sînișoarei - 1530 m) și Muncelu în apropiere
- crucea pe care localnicii au denumit-o Crucea Talienilor, aflată în pasul Stânișoara la limita dintre județele Neamț și Suceava (ridicată la finalizarea drumului, distrusă în bombardamentele din Al Doilea Război Mondial, reconstruită ulteriori). Nu departe de aceasta sunt ruinele cazematelor germane din Al Doilea Război Mondial[37]

#### Complexul monastic

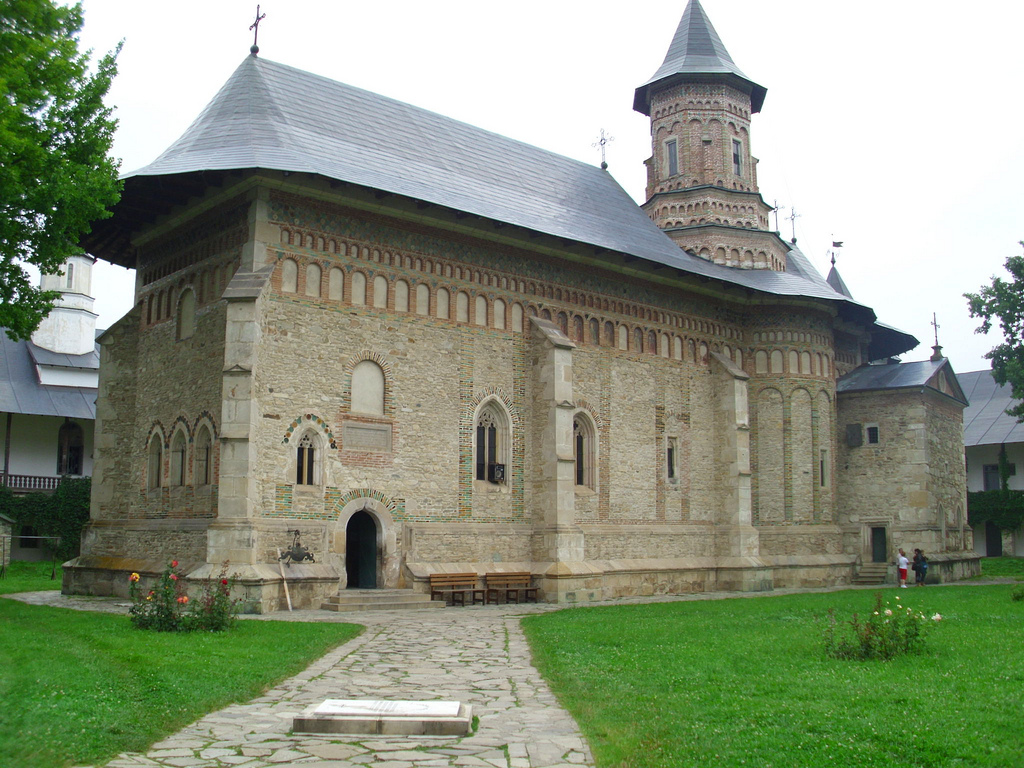
Biserica Mănăstirii Neamț

Recunoscuți pentru intensa viață monahală și pentru numărul mare de pustnici ce trăiesc solitari de secole prin aceste păduri, Munții Stânișoarei sunt astăzi suportul unor mari centre monahale și spirituale. Mănăstiri cu nume sonore (unele aflate în patrimoniul UNESCO), sunt centre de gravitație pentru complexe religioase care includ situri secundare, schituri și mănăstiri mai mici și mai puțin cunoscute. Siturile religioase ortodoxe principale aflate în Munții Stânișoarei sunt (în sens orar):
- Voroneț
- Slatina, cu schitul Poiana Arșiței (Sat Capu Câmpului Com. Valea Moldovei)
- Slătioara (stil vechi), mănăstirea și catedrala mitropolitană
- Bogdănești
- Râșca
- Groși (com. Boroaia)
- Ansamblul Mănăstirii Neamț, cu schiturile  [Icoana Nouă, Icoana Veche, Vovidenia, Procov, Cărbuna, Braniște] --> Com. Vânători-Neamț
- Mănăstirea Sfânta Cruce (sat Poiana com. Brusturi-Drăgănești)
- Ansamblul Mănăstiri Petru Vodă cu cele 2 mănăstiri: Petru Vodă și Paltin
- Ansamblul Mănăstirii Secu, cu schiturile Nifon, Sfântul Ilie (dealul Taciunele din satul Stânca com. Vânători-Neamț)
- Ansamblul Mănăstirii Sihăstria, cu schiturile Daniil Sihastru, Înălțarea Sfintei Cruci sau Poiana lui Ioan, Bouleț
- Sihla
- Văratec
- Ansamblul Mănăstirii Agapia, cu schiturile Agapia Veche (Agapia din deal)
- Ansamblul Mănăstirii Horaița, cu schitul Horăicioara
- Almaș
- Peștera (Dealul Cârloman, spre comuna Gârcina)
- Ansamblul Mănăstirii Bistrița, cu schiturile , Draga (dealul Cozla, Piatra Neamț), Sfânta Ana (sat Viișoara, comuna Alexandru cel Bun), Cuviosul Paisie de la Neamț, Pahomie cel Mare (sat. Hangu com. Hangu)
- Bisericani
- Pângărați
- Buhalnița
- Peștele (sat Cotârgași oraș Broșteni)
- Plutonița-Doroteia (sat Plutonița oraș Frasin)

#### Cetatea Neamțului

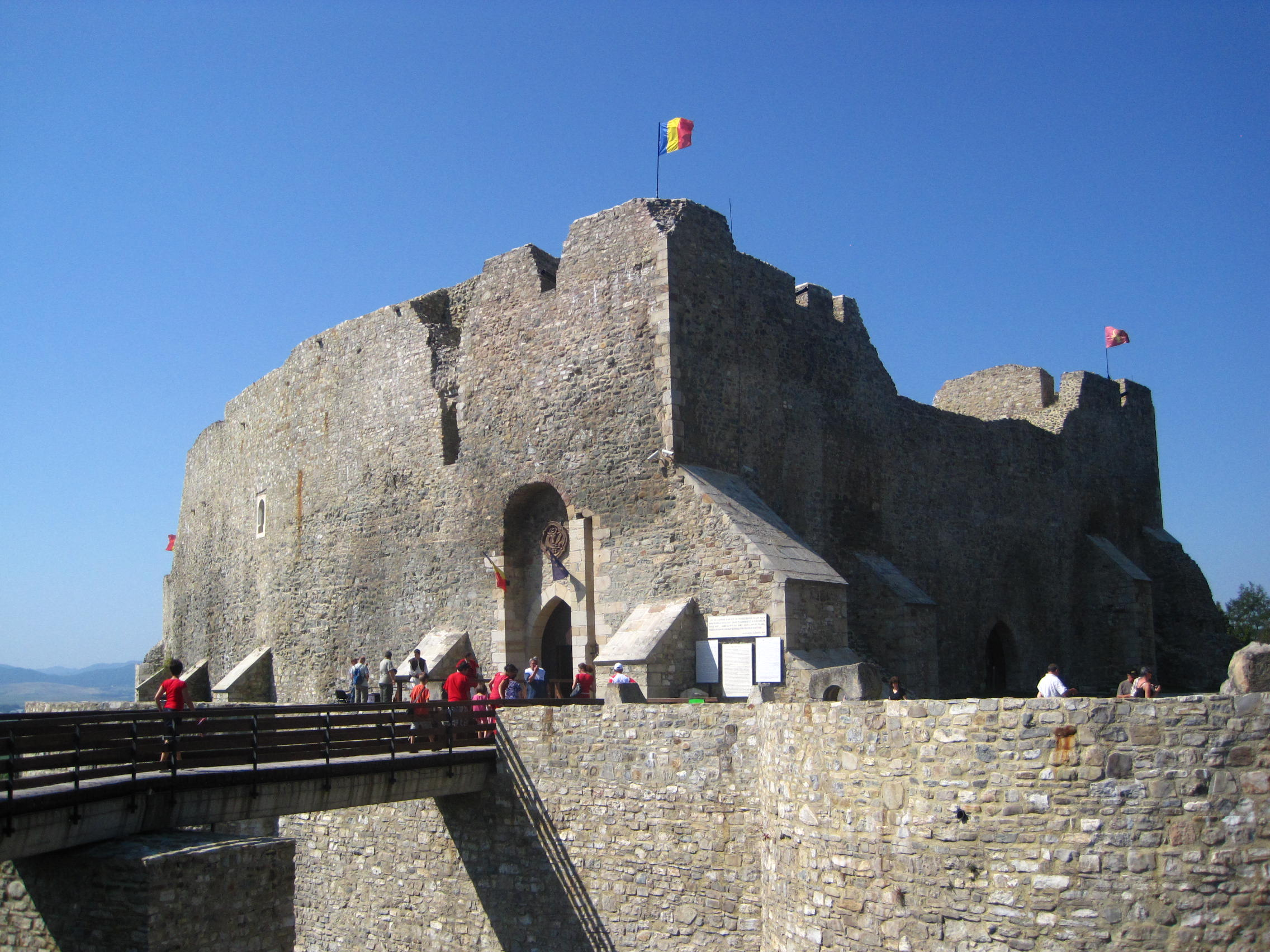
Cetatea Neamțului

Cetatea Neamț este construită în perioada consolidării statului medieval românesc moldovenesc în vârful Culmii Pleșului pentru a controla valea Ozanei (ce reprezenta una dintre rutele comerciale între Moldova și Transilvania), este o construcție remarcabilă. Perioada de apogeu din punct de vedere militar a atins-o în epoca lui Ștefan cel Mare.
Actual după un program derulat în perioada 2007-009, sprijinit de fonduri europene, a fost reabilitată și redată circuitului turistic.

#### Rezervația de zimbri "Dragoș Vodă"

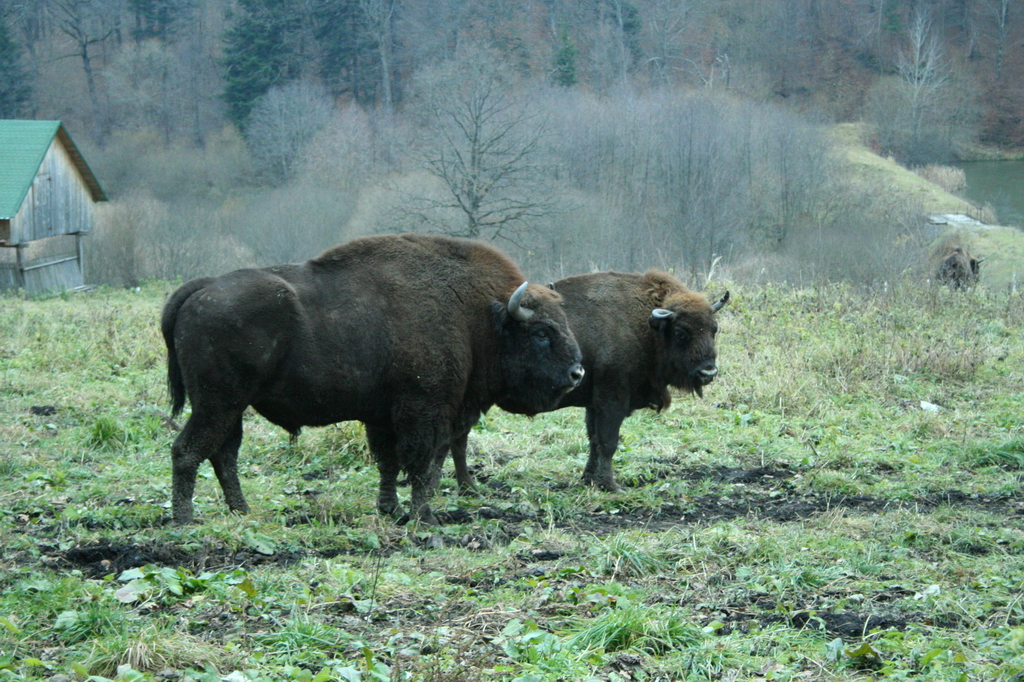
Zimbri din Rezervația "Dragoș Vodă"

Rezervația de Zimbri - Neamț se află în nordul județului Neamț pe raza comunei Vânatori-Neamț, în apropierea DN15 și a Mănăstirii Neamț.Într-un țarc de cca. 4 ha se găsesc cele exemplareșe de zimbri care sunt găzduiți în scop turistic. Cea mai mare parte se află însă în parcul de aclimatizare ce se întinde pe o suprafață împrejmuită de 180 de ha.
Aici se află și un număr de trei iazuri, bogate în faună piscicola si loc de popas pentru unele specii de avifauna. Aici pe langă zimbri se mai pot intalni: cerbi, capriori, vulpi, bursuci, iepuri, urși, lupi și specii de avifauna.

#### Peștera Sfintei Teodora de la Sihla

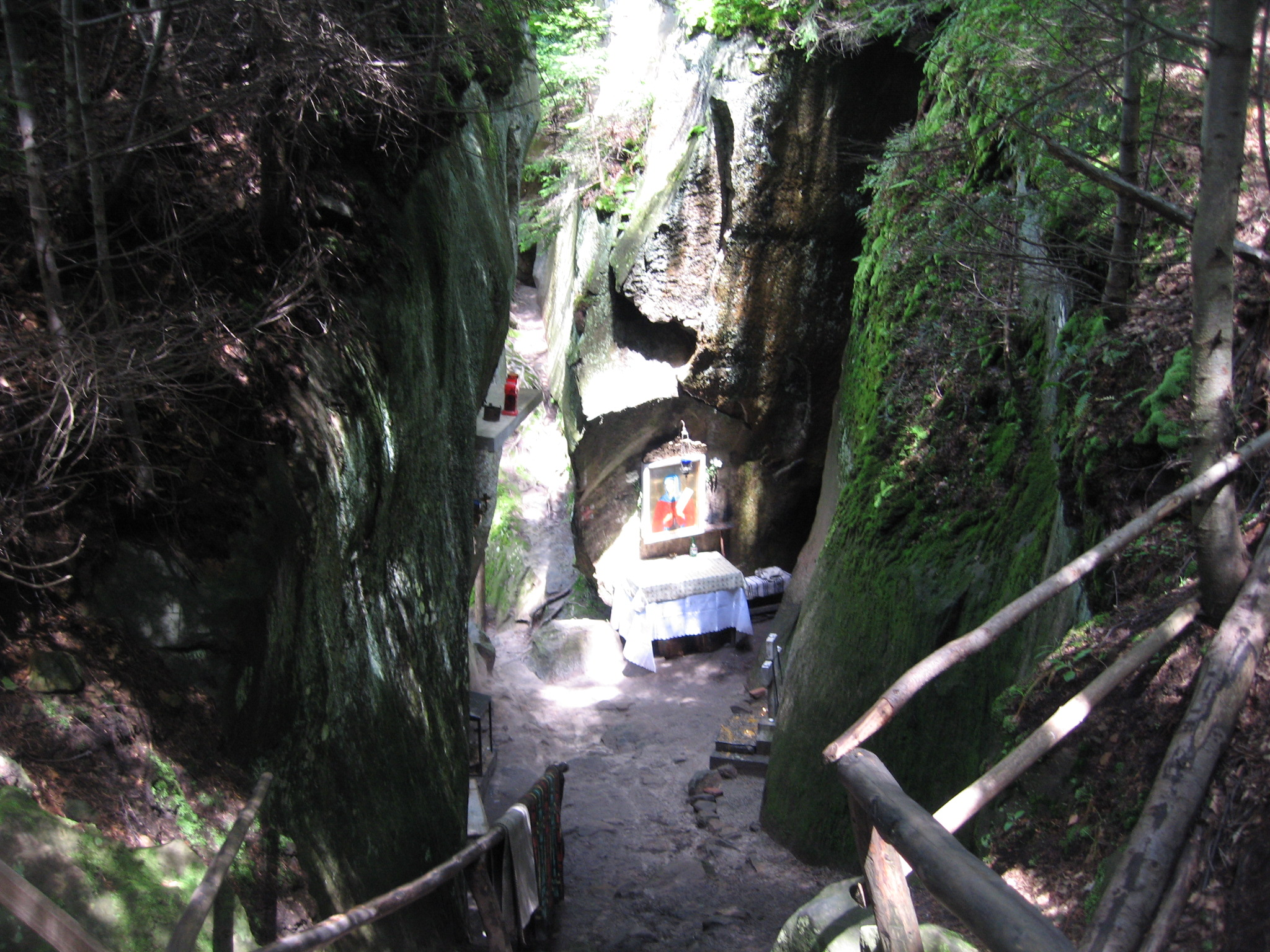
Culoarul de intrare spre Peștera Cuvioasei Teodora

Aflată la 10-15 minute de mers de Mănăstirea Sihla, potrivit legendei în aceste locuri și-a petrecut ultima parte a vieții Sfânta Teodora. Este înconjurată de un cadru natural deosebit.
Până la peșteră se ajunge pe două poteci, prima duce spre o mică bisericuța aflată sub stânca Sihlei, și de acolo înspre peșteră, iar cea de a doua se îndreaptă spre drumul ce leagă Mănăstirea Sihăstria de Schitul Sihla. Pe poteca pietruită care se îndreaptă spre drum, pe partea stângă se află o stâncă înaltă și ascuțită care ascunde o “albie” naturală. De aici, Sfânta Teodora își lua apa pentru băut și pentru spălat.

#### Casa memorială Mihail Sadoveanu
Cladirea construită inițial de catre mitropolitul Visarion Puiu, a fost cedată scriitorului Mihail Sadoveanu. Acesta a locuit aici în perioada de vară între 1944 - 1961. Muzeul pastreaza ambianța de epocă și expune obiecte memoriale.

#### Monumentul Eroilor Vânători de Munte
Monumentul amplasat la Târgu Neamț în partea de nord-est a orașului la aproape 100 de metri deasupra acestuia, pe terasa creată pe Culmea Pleșului, este dedicat corpului de Vânători de Munte ai Armatei Române din Primul Război Mondial.Orașul a fost ales pentru construcția edificiului, datorită faptului că în această zonă în 1916-1917, a fost creat și antrenat primul batalion de Vânători de Munte.

#### Casa-muzeu Vasile Găman
Aflată în satul Lunca din Comuna Vânători-Neamț, reprezintă o gospodărie tradițională din zonă, mărturie a modului de viață din satul românesc tradițional. Începând de la poarta de la intrare – monument înscris în patrimoniul național – exponatele sunt diversificate în ceea ce privește proveniența și domeniul de folosință: unelte vechi agricole și din gospodărie, costume populare, icoane vechi pictate pe lemn, manuscrise, cărți vechi, obiecte din ceramică, exponate de numismatică, medalii și decorații care au fost obținute de sătenii din Lunca în războaiel, măști, costume și alte obiecte specifice obiceiurilor de iarnă.

#### Casa Veronicăi Micle
Se presupune ca a fost zestrea și moștenirea poetei de la părinții săi, fiind donată în 1866 mănăstirii Văratec în incinta căreia se află. Mormantul Veronicai Micle se află langă peretele sudic al bisericii Nașterea Sf. Ioan Botezătorul, la aproximativ 150 m sud-est de biserica mare a mănăstirii.

#### Biserica Sfântul Ierarh Nicolae din Pipirig (Catedrala Munților)
Biserica Sfântul Ierarh Nicolae reprezintă o construcție  monumentală din Satul Pipirig Comuna Pipirig, inclusă în Lista monumentelor istorice din județul Neamț.
Este cunoscută și cu apelativul de Catedrala Munților, termen atribuit însuși patriarhului Nicodim Munteanu ale cărui eforturi și sprijin au contribuit esențial la zidirea ei.

### De vecinătate

#### Valea Moldovei
Casa memorială Nicolae Labiș: Casa părintească a poetului se află în centrul comunei Mălini, accesul făcându-se de pe DN2-->DN2E-->DJ209A-->DJ209B.

#### Orașul Gura Humorului
Obiective:
- Pârtia de ski
- Biserica Romano-Catolică Preasfânta Treime, Biserica ortodoxă "Sf. Împărați Constantin și Elena", Biserica ortodoxă "Sf. Arhangheli Mihail și Gavriil", Sinagoga Mare

#### Orașul Fălticeni
Obiective:
- Biserica de lemn „Sfântul Gheorghe”, Biserica romano-catolică „Sfântul Anton de Padova”, Sinagoga Mare
- Muzeul de Artă „Ion Irimescu”, Muzeul Apelor „Mihai Băcescu”, Galeria Oamenilor de Seamă, Casa memorială „Mihail Sadoveanu”

#### Zona limitrofă orașului Târgu Neamț
Obiective:
- Casa memorială Ion Creangă, Casa memorială Veronica Micle
- Muzeul de Istorie, Arheologie și Etnografie Târgu Neamț, Muzeul de Etnografie, Folclor, Istorie și măști tradiționale Nicolae Popa de la Târpești
- Stațiunea balneo-climaterică Oglinzi

#### Depresiunea Cracău-Bistrița
Obiective:
- Stațiunea balneo-climaterică Bălțătești
- Mănăstiri: Brădițel (Bodești), Dumbrăvele (Bodești), Sf. Vasile cel Mare (Bodești)
- Biserici de lemn: Corni-Bodești, Cășăria-Dobreni, Sărata - Dobreni, Gura Văii-Girov, Girov

#### Municipiul Piatra Neamț
Obiective:
- Cetatea dacică de la Bâtca Doamnei, Curtea domnească și Turnul Clopotniță,
- Bisericile Sf. Ioan , Precista, Sfinții Petru și Pavel și cele de lemn: Biserica schitului Draga, cele din cartierele Văleni și Vânători, Sinagoga
- Casa memorială Calistrat Hogaș
- Celelalte coline (Cozla și Cârloman aparțin Munților Stânișoarei): Cernegura și Pietricica, celelalte arii protejate (Cozla aparține de Munții Stânișoarei) , Cernegura, Pietricica și Agârcia
- Telegondola, Pârtia de ski, Patinoarul, Ștrandul, Baza hipică

#### Valea Bistriței
Obiective:
- Barajul de la Bicaz și Lacul Izvorul Muntelui
- Piatra Teiului
- Ansamblul turistic Potoci
- Biserici de lemn: Poiana Largului, Poiana Teiului, Galu, Farcașa, Pârâul Pintei, Sabasa, Broșteni

### Puncte de suport pentru activități competiționale
Zona Pângărați și Vaduri-Alexandru cel Bun pentru activități de Hard-Enduro și off-road.

## Caractere turistice

### Caractere generale
Altitudinile sunt modeste, cu creste liniare lipsite de spectaculozități majore și cu relativ puține puncte de belvedere datorate pădurilor masive de foioase în amestec cu conifere ce acoperă majoritatea crestelor.
În porțiunea care corespunde ariei din respective din Parcul Natural Vânători-Neamț, marcajele turistice sunt bine întreținute.

### Facilitățile turistice
Sectorul montan propriu zis este lipsit de amenajări pentru cazare, cabane sau popasul  turistice. Hanuri sau popasuri turistice exista numai în imediata apropiere a drumurilor auto.
Importantele centre organizate în jurul așezămintelor religioase (Bistrița, Pângărați, Sihla, Sihăstria, Secu, Neamț, Horaița, Agapia) care stimulează fluxuri turistice importante, au capacități de cazare semnificative.
Nu există acoperire prin servicii Salvamont. Cel mai apropiate sediu al Salvamont este la nivelul Masivului Ceahlău, în stațiunea Durău
Există totuși un număr de cabane și cantoane forestiere.

### Puncte de plecare pe trasee
Sunt în partea de nord comuna Ostra și Mănăstirea Slatina (acces auto), precum și comunele Mălini sau Borca, în partea centrală Mănăstirea Neamțului (acces auto), Agapia și Mănăstirea Văratec (acces auto), precum și Târgu Neamț, iar de sud municipiul Piatra Neamț (acces auto și feroviar).

## Galerie

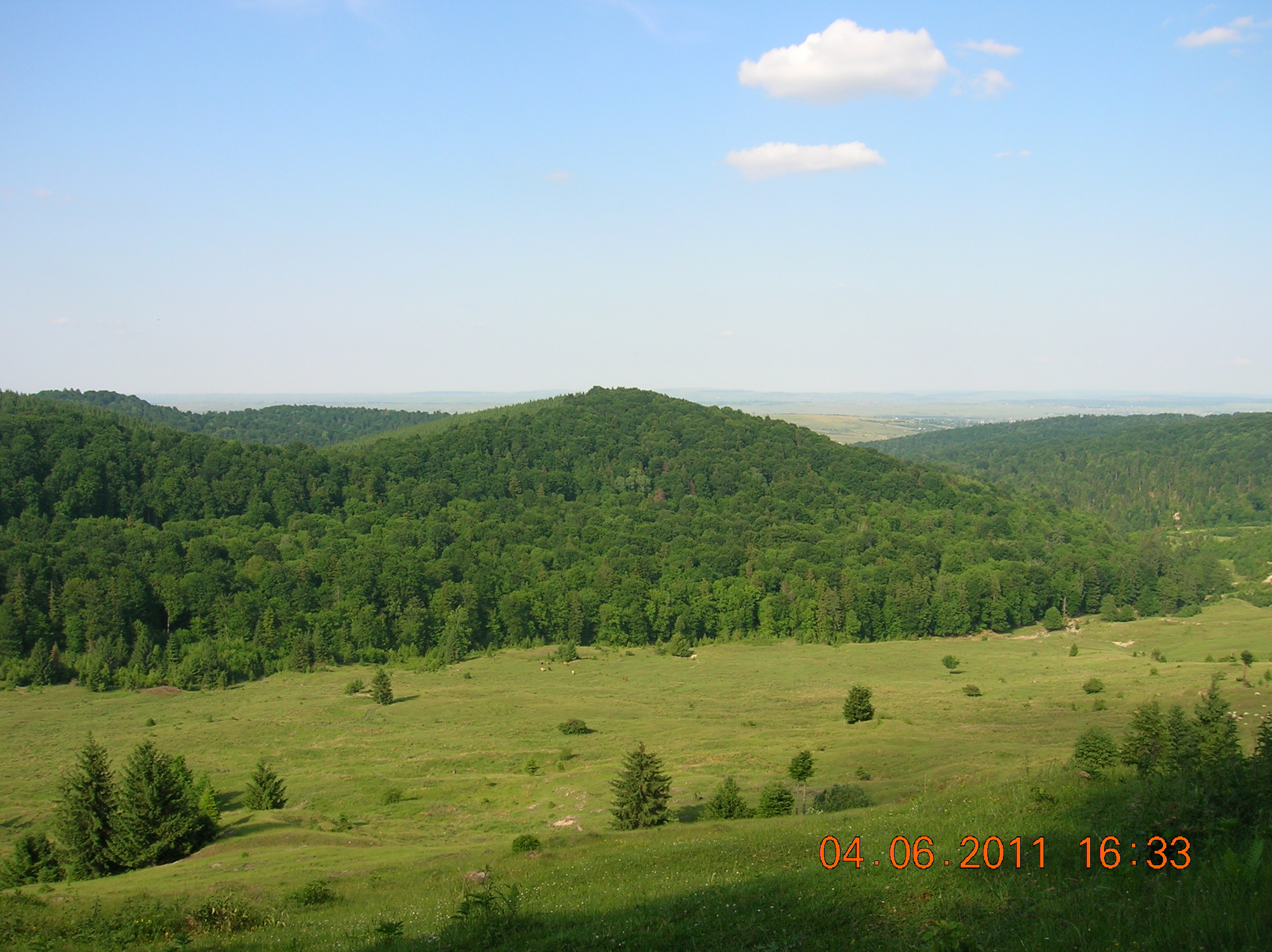
Punct de belvedere pe drumul forstier Slatioara - Bogata (spre Baia)
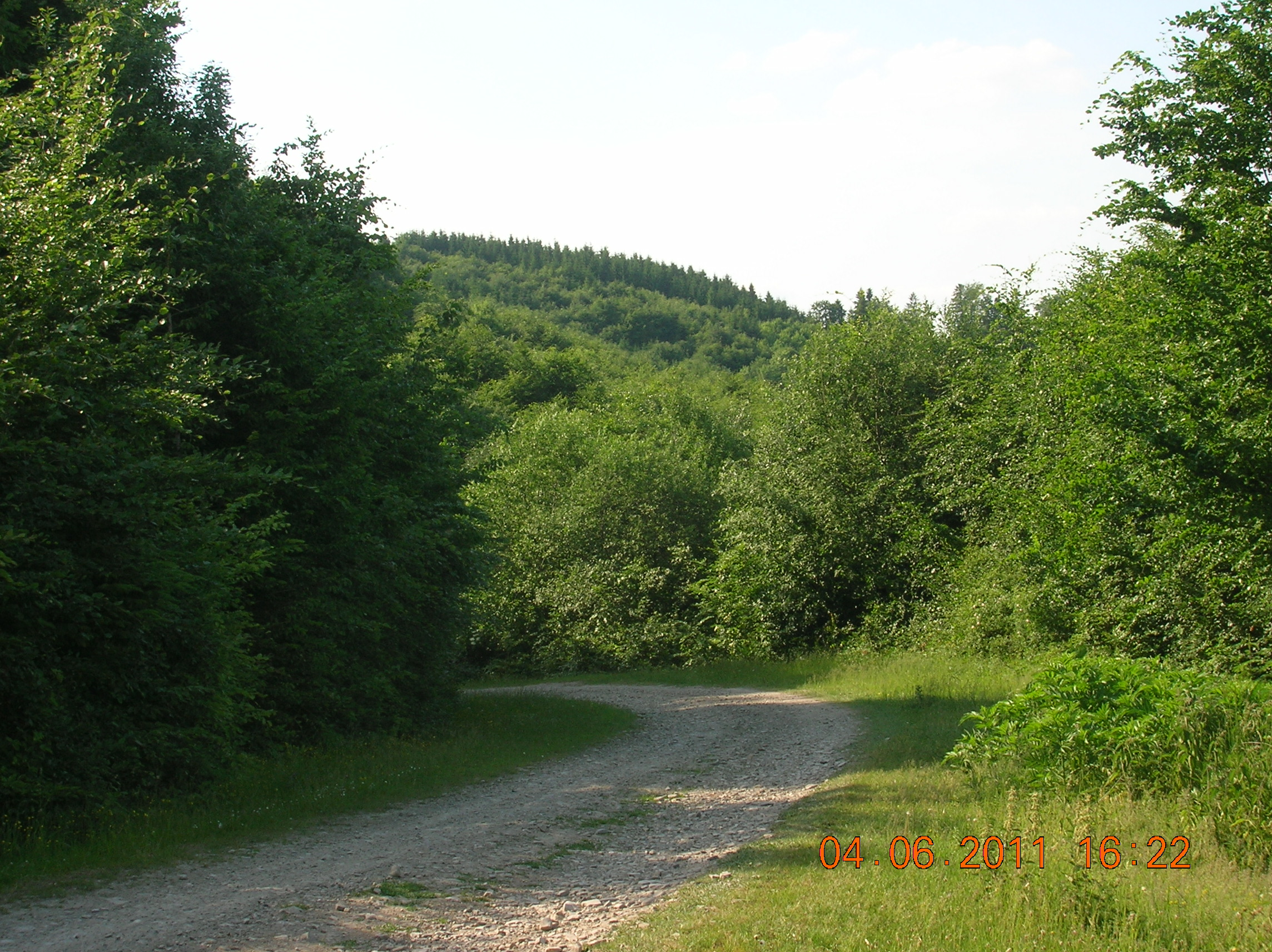
Porțiune din drumul forestier spre Baia dintre Slătioara și Bogata
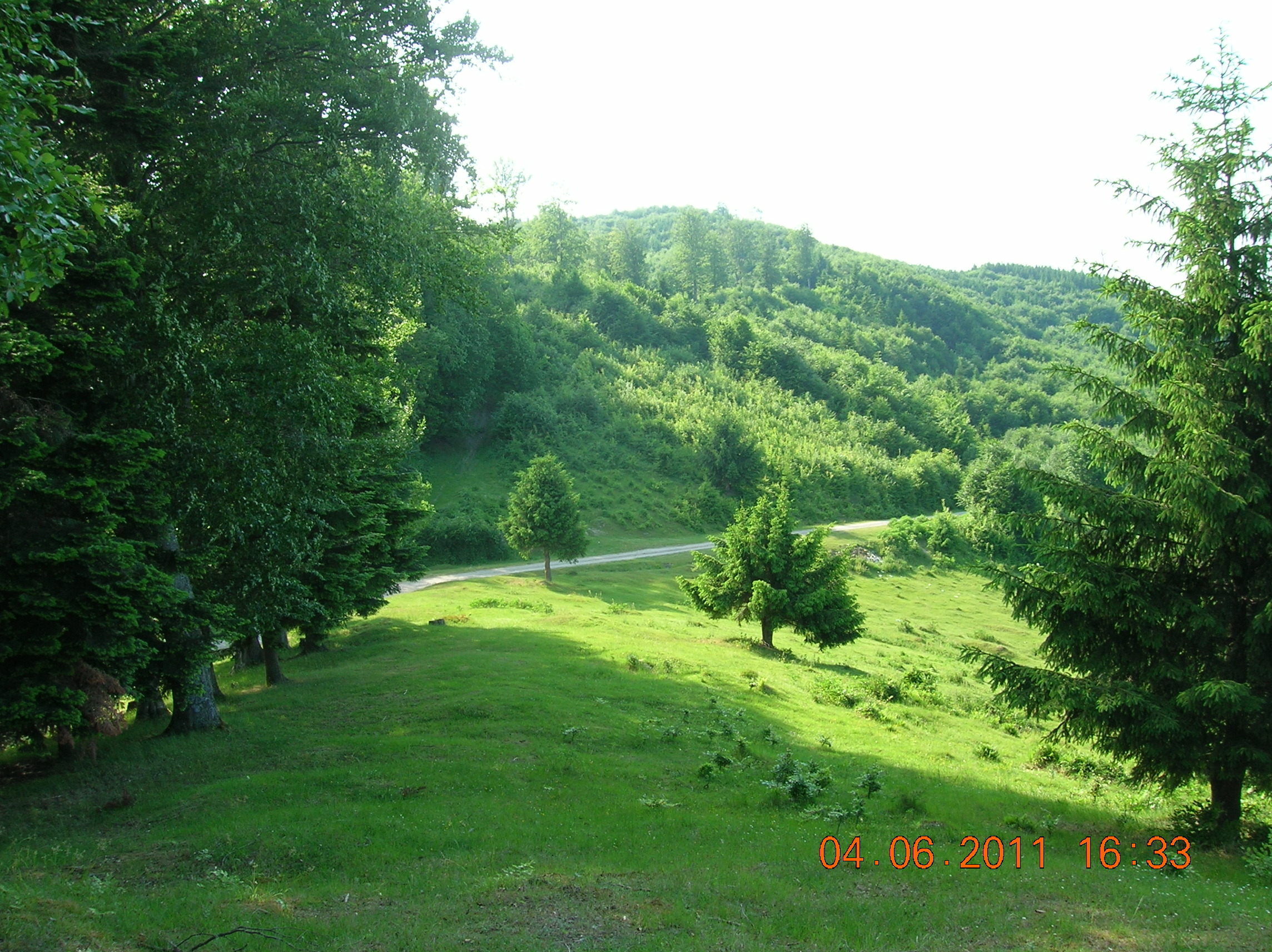
Porțiune din drumul forestier spre Baia dintre Slătioara și Bogata, privită de la cumpăna apelor
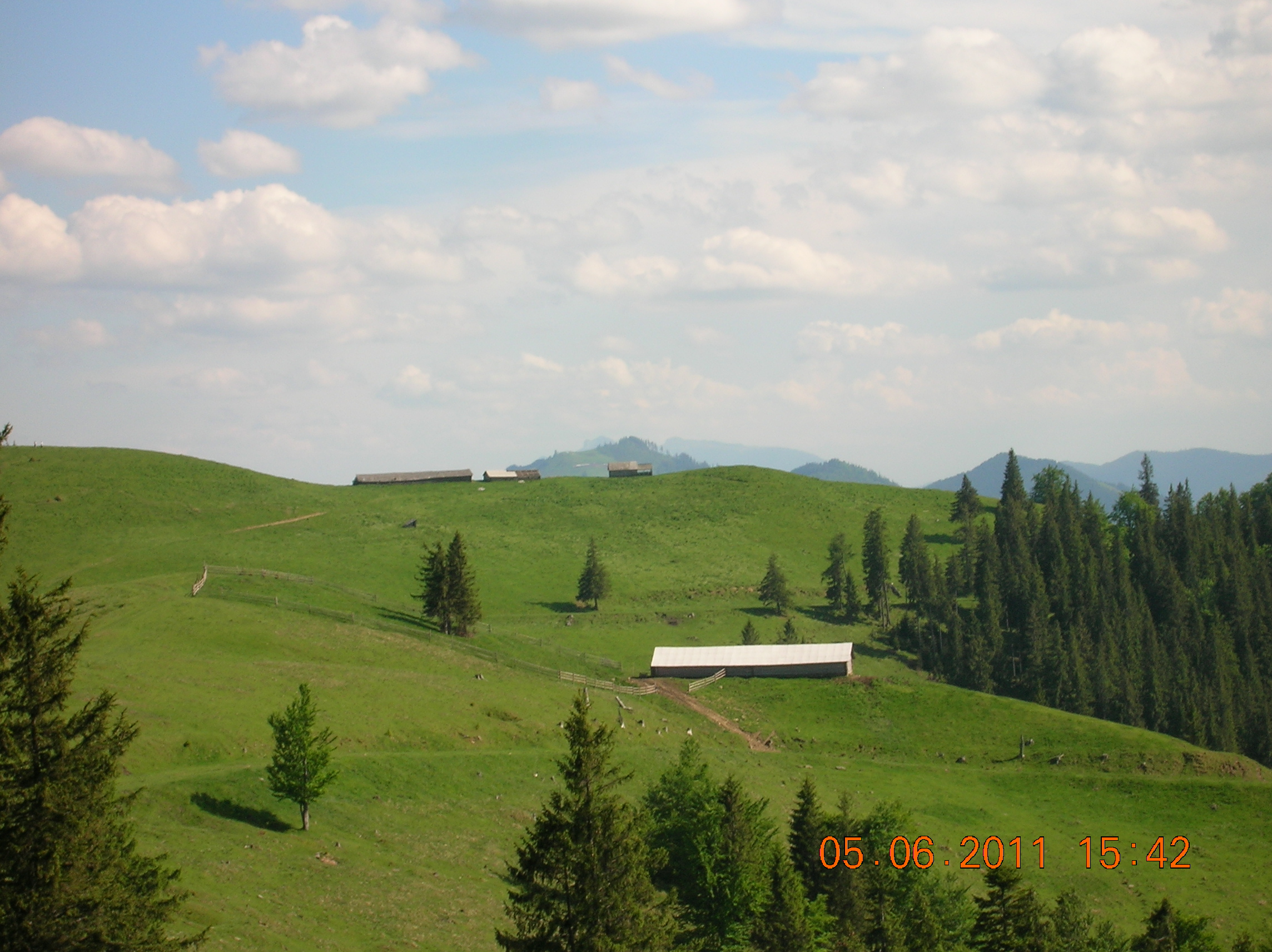
Vedere înspre sud din Pasul Stânișoara. În fundal se află Ceahlăul
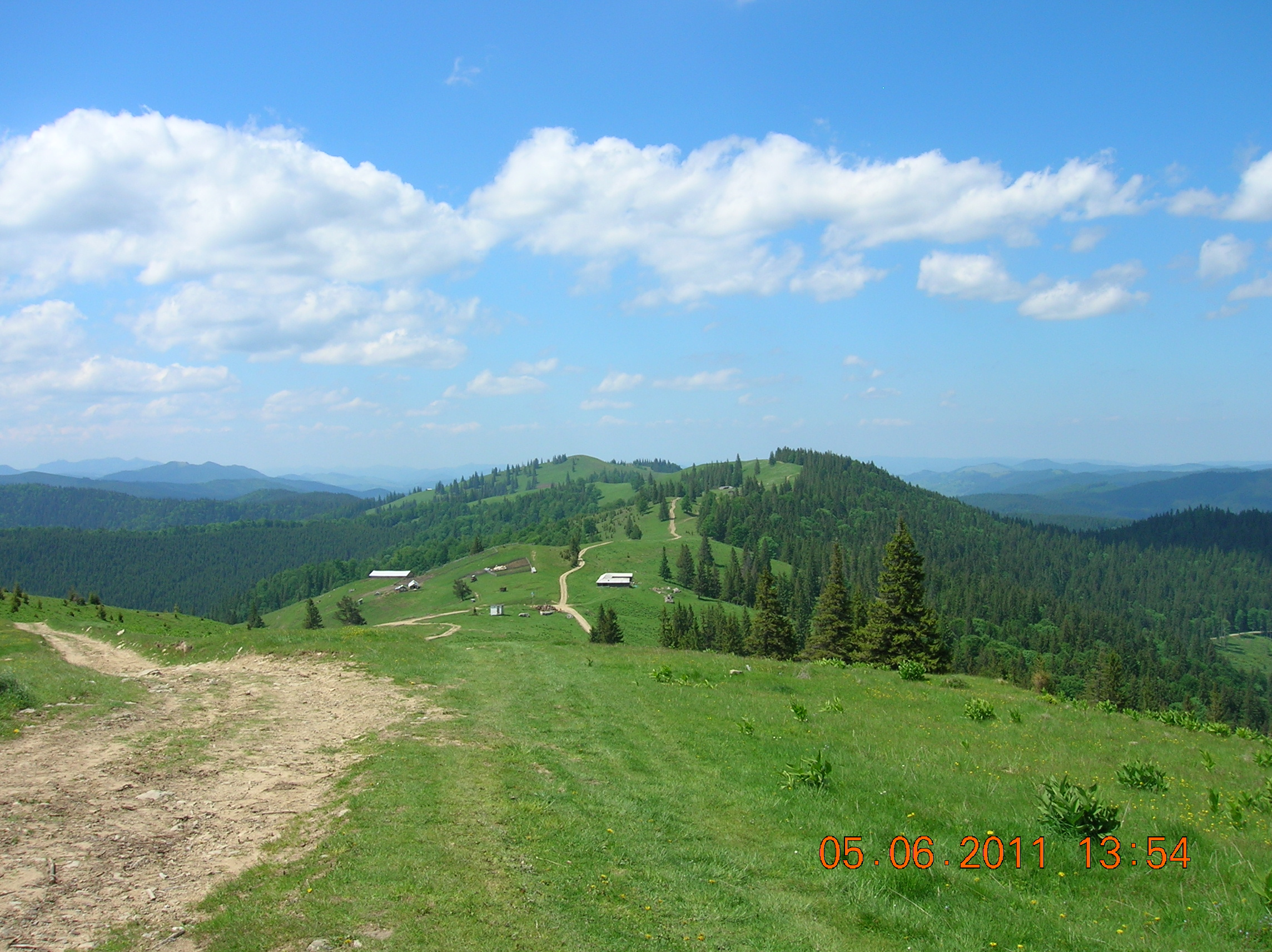
Vedere spre Vârful Muncelu. Intersecția care se vede în apropierea centrului imaginii este pasul Stînișoara. Crucea Talienilor se află acolo.
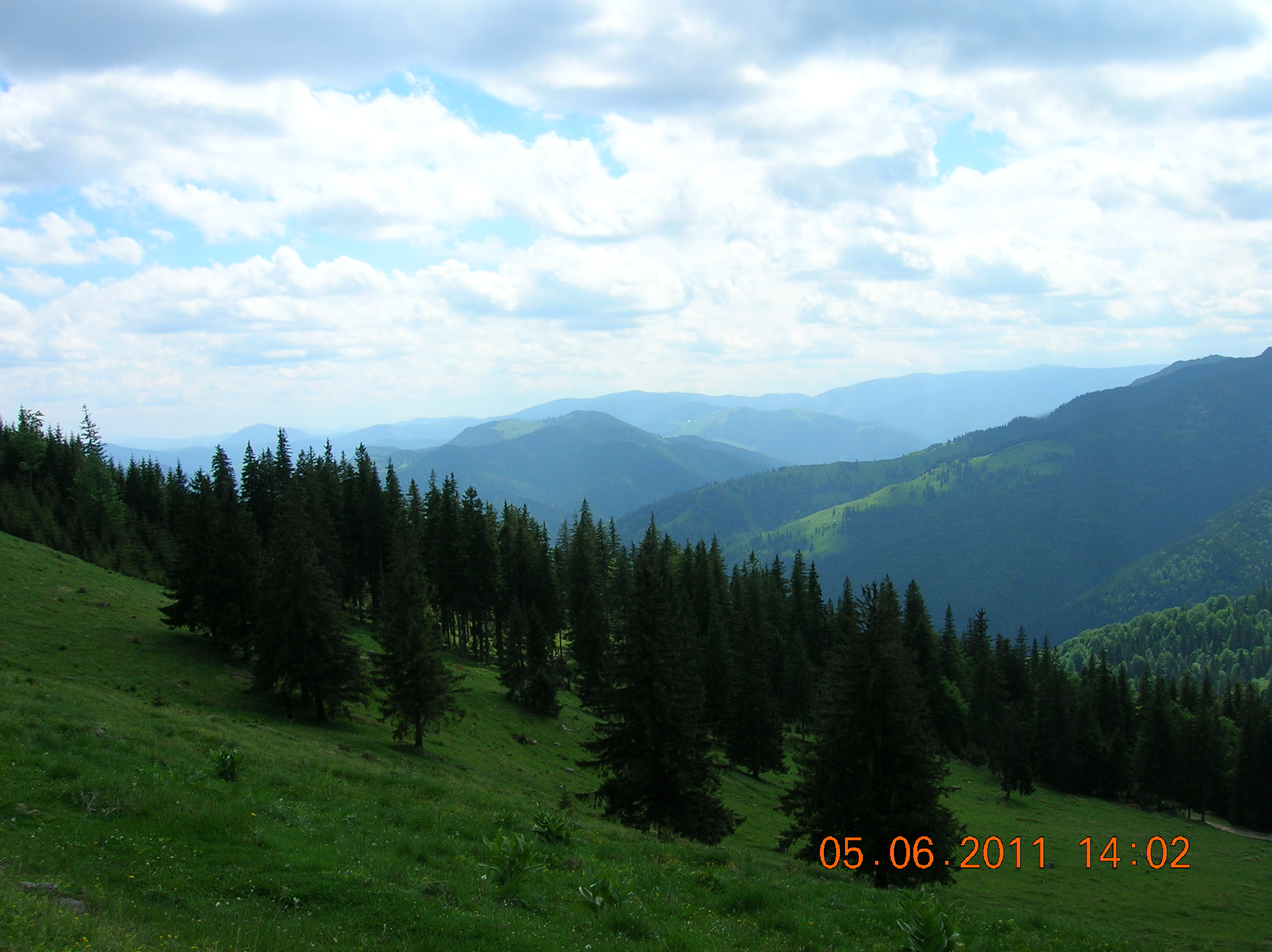
De lângă Crucea talienilor cu obiectivul spre Valea Bistriței
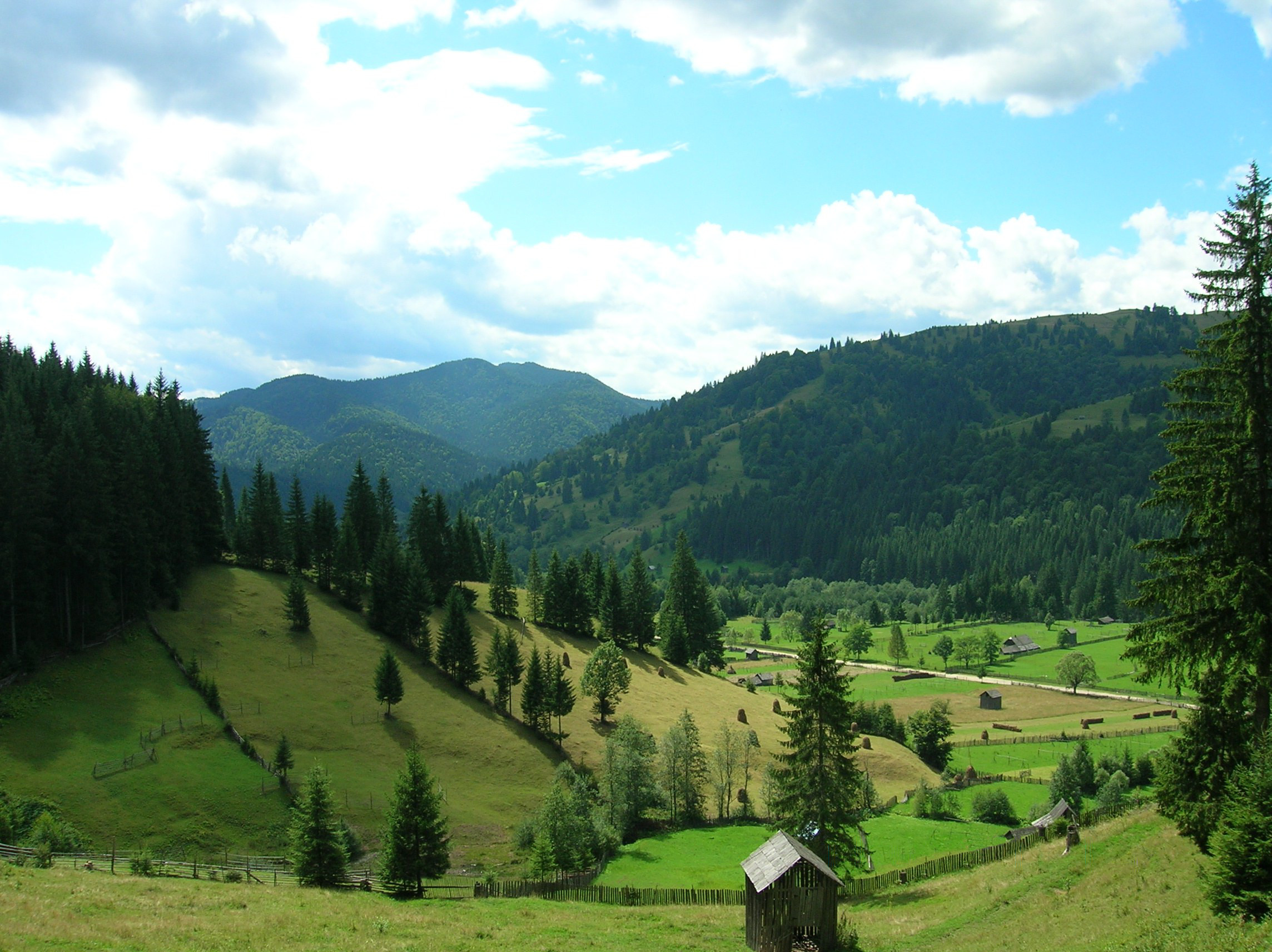
Valea Sabasei privită de pe primele serpentine ale Drumului Talienilor
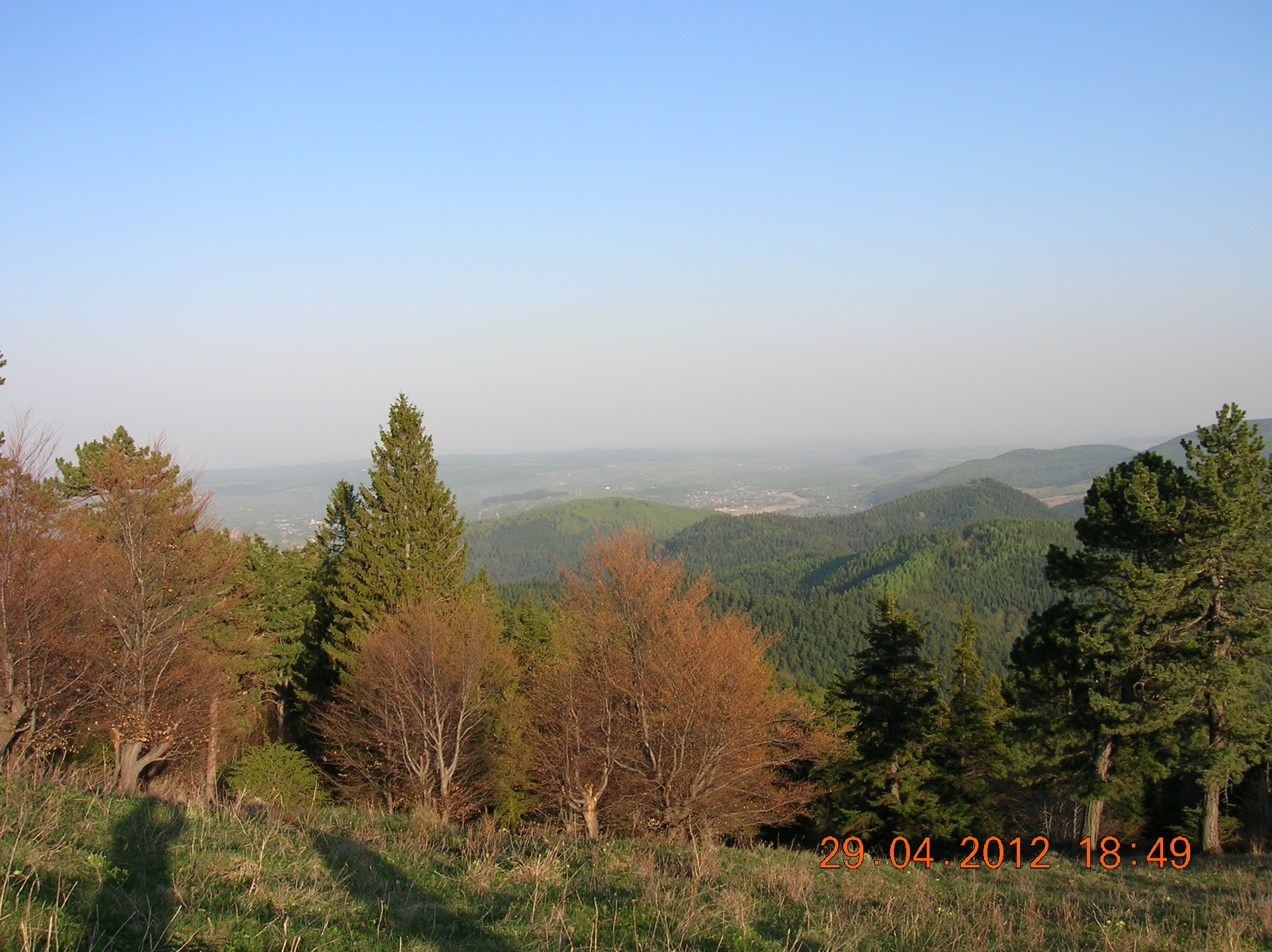
În zare Depresiunea Cracăului - Din Poiana Ciungi - Obcina Văratec
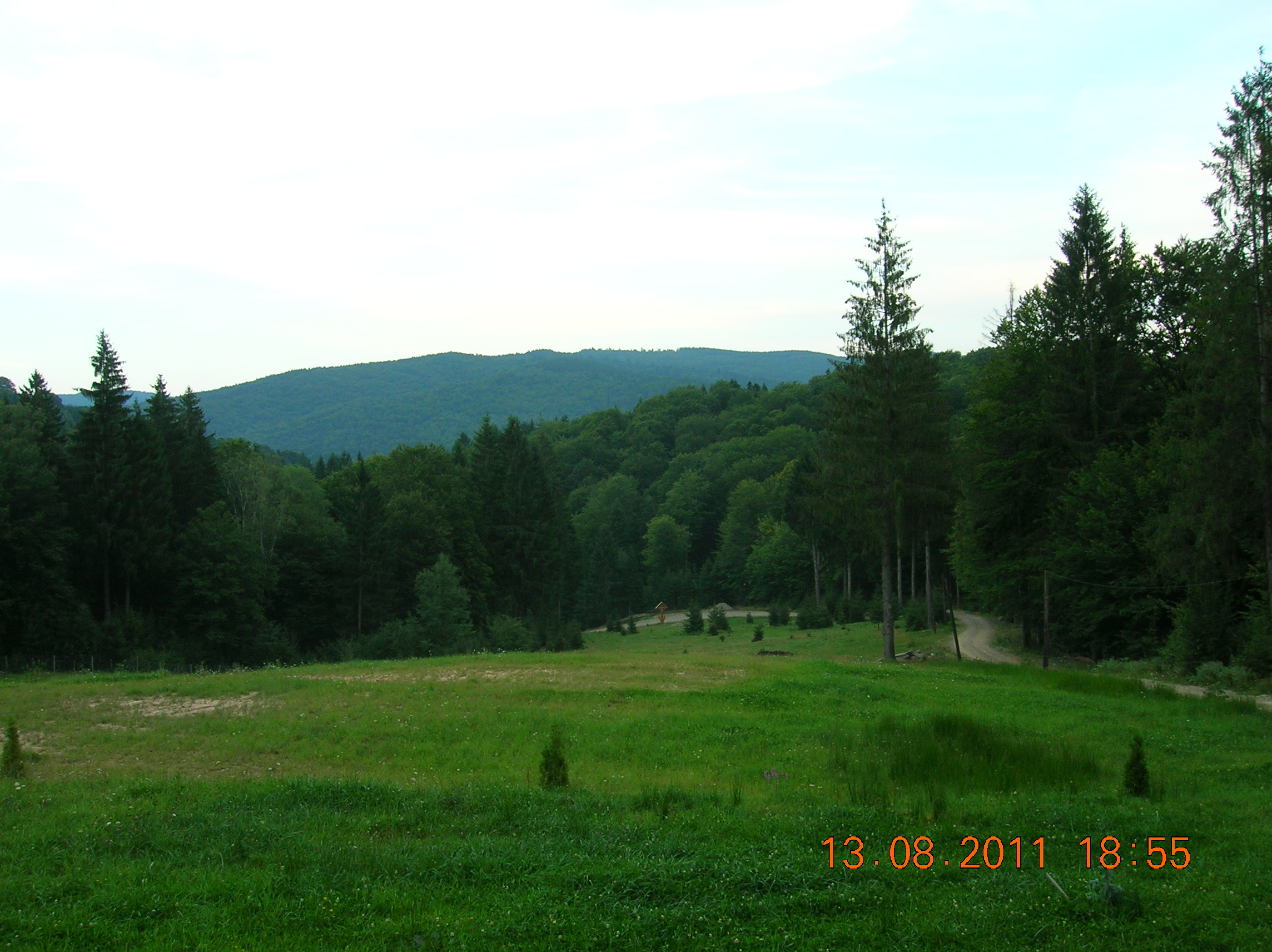
În vale de la Schitul Icoana Nouă
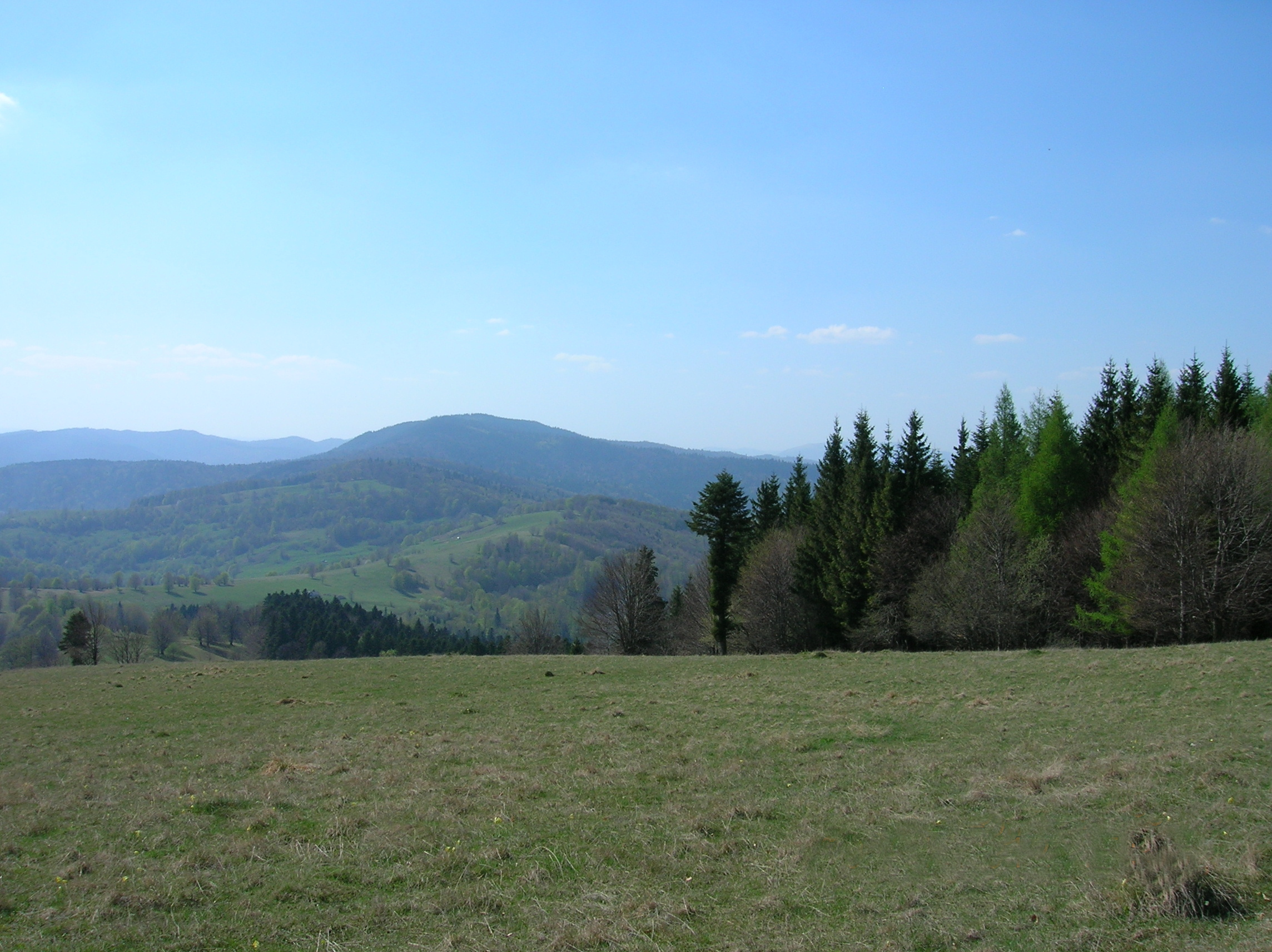
În zare Măgura Sihlei - Din Poiana Ciungi - Obcina Văratec
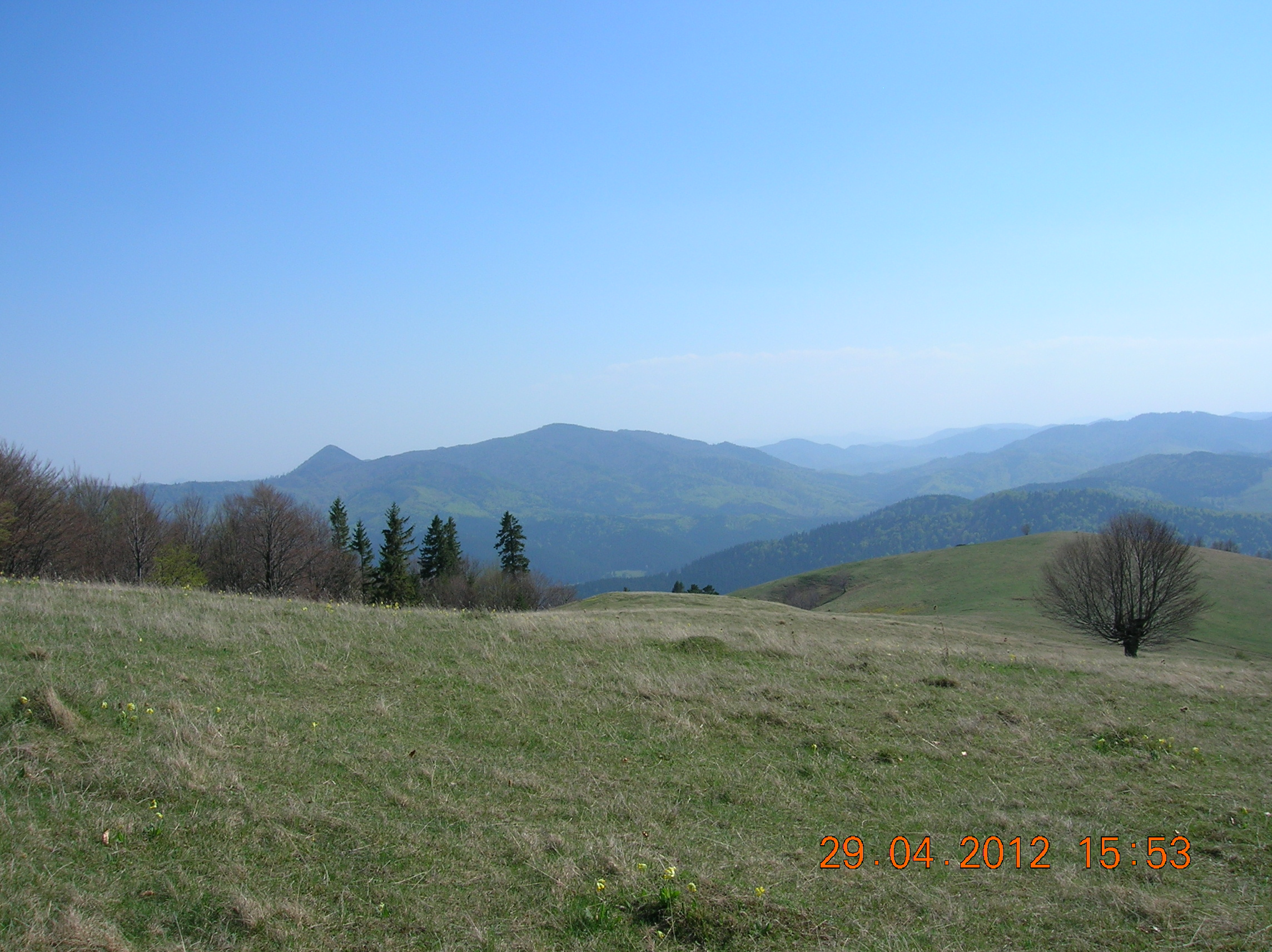
În stânga ascuțișul Vârfului Horaița, în centru Valea Cracăului Negru- Din Poiana Ciungi - Obcina Văratec
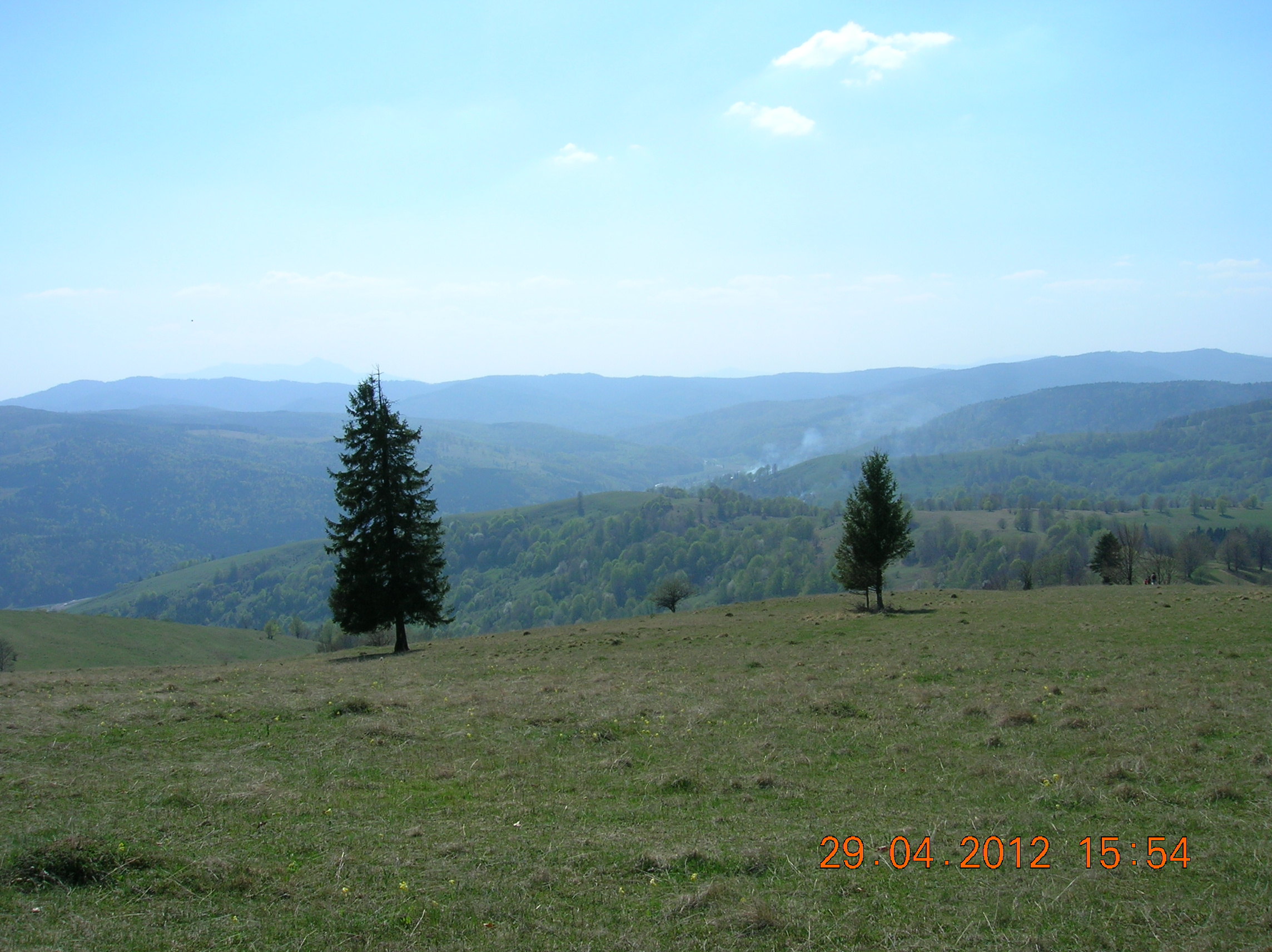
Spre Valea Cracăului Alb - Din Poiana Ciungi - Obcina Văratec
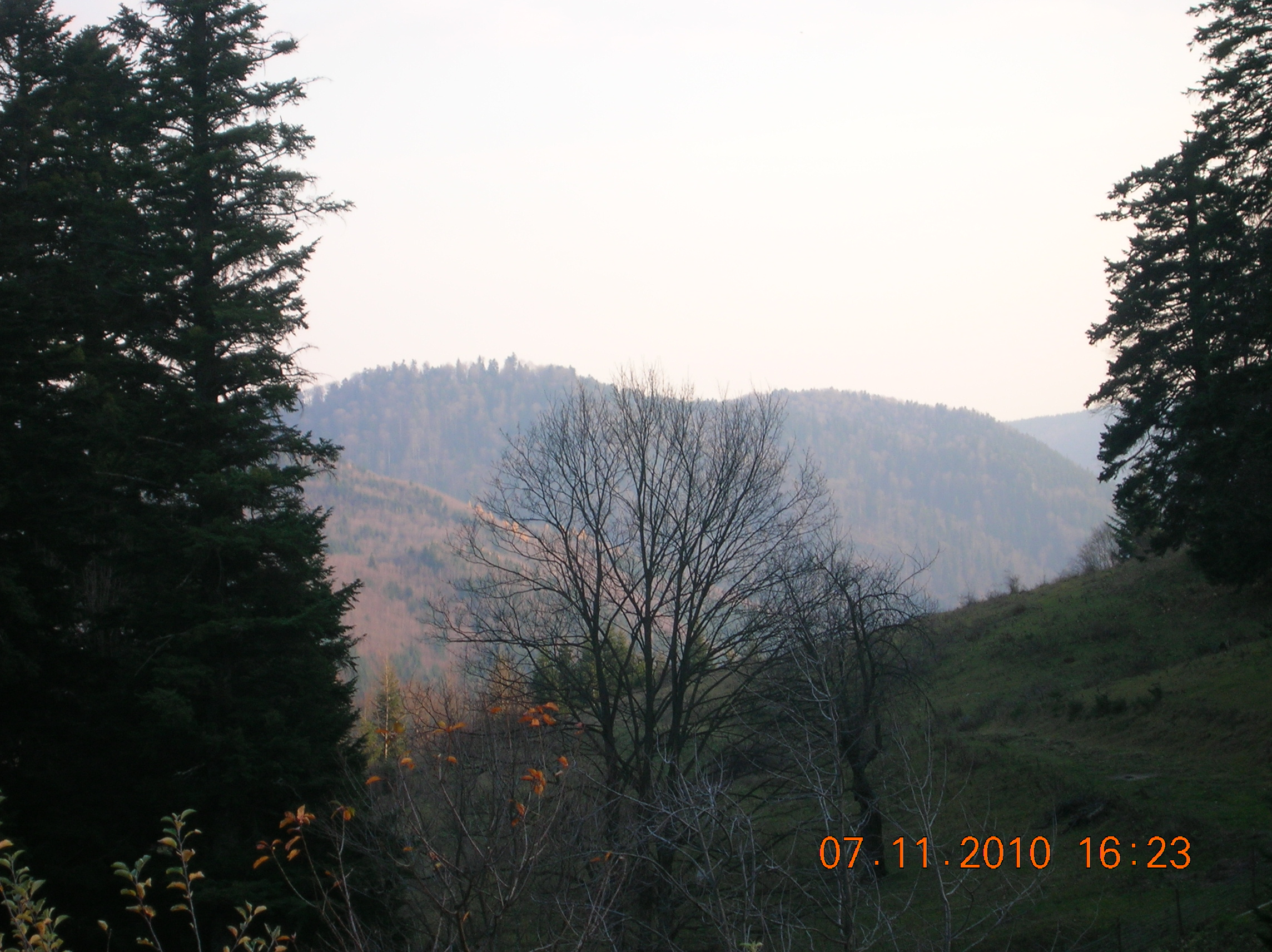
Perspectivă de la nivelul Schitului Horăicioara